# Arte di guerra

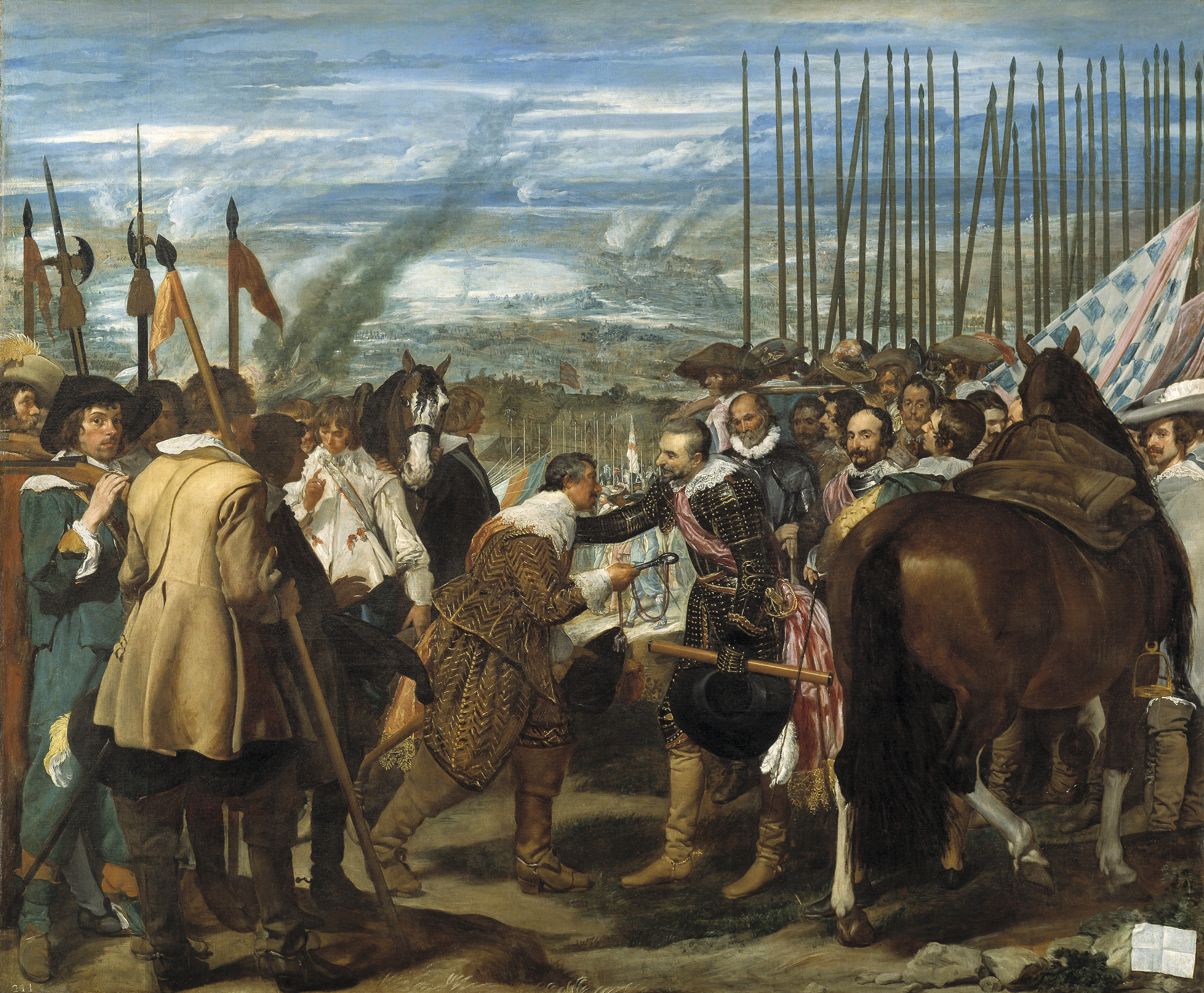
La resa di Breda di Diego Velázquez (1634-35) mostra una scena affollata mentre le due parti si incontrano pacificamente per la resa della città.

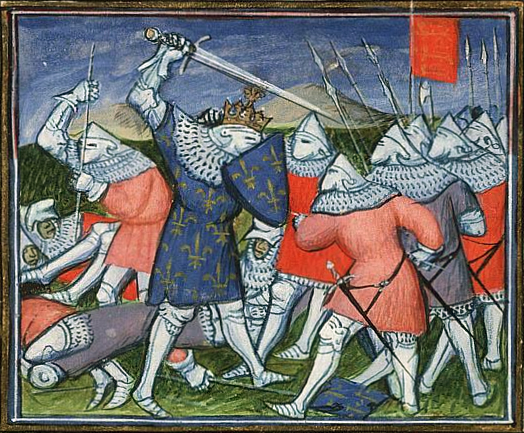
La Battaglia di Poitiers nel 1356, in un manoscritto delle Cronache di Froissart del 1410 circa.

L'arte di guerra è un'arte con un soggetto militare, indipendentemente dal suo stile o mezzo. La scena della battaglia è uno dei più antichi tipi di arte nelle civiltà sviluppate, poiché i sovrani hanno sempre desiderato celebrare le loro vittorie e intimidire i potenziali avversari. La rappresentazione di altri aspetti della guerra, in particolare la sofferenza di vittime e civili, ha richiesto molto più tempo per svilupparsi. Oltre ai ritratti di figure militari, le rappresentazioni di soldati anonimi lontano dal campo di battaglia sono state molto comuni; dall'introduzione delle uniformi militari tali opere si concentrano spesso sulla dimostrazione della varietà di queste.
Le scene navali sono molto comuni e le scene di battaglia e i "ritratti di navi" sono per lo più considerati una branca dell'arte navale; lo sviluppo di altri grandi tipi di equipaggiamento militare come aerei da guerra e carri armati ha portato a nuovi tipi di lavoro che li ritraggono, sia in azione che a riposo. Durante le guerre del XX secolo furono ingaggiati artisti di guerra professionisti per rappresentare i militari in azione; nonostante gli artisti siano ormai molto vicini all'azione, la scena della battaglia è per lo più lasciata ai media grafici e al cinema. A volte viene usato il termine arte di guerra, principalmente in relazione all'arte di guerra del XX secolo realizzata durante la guerra.

## Storia

### Mondo antico

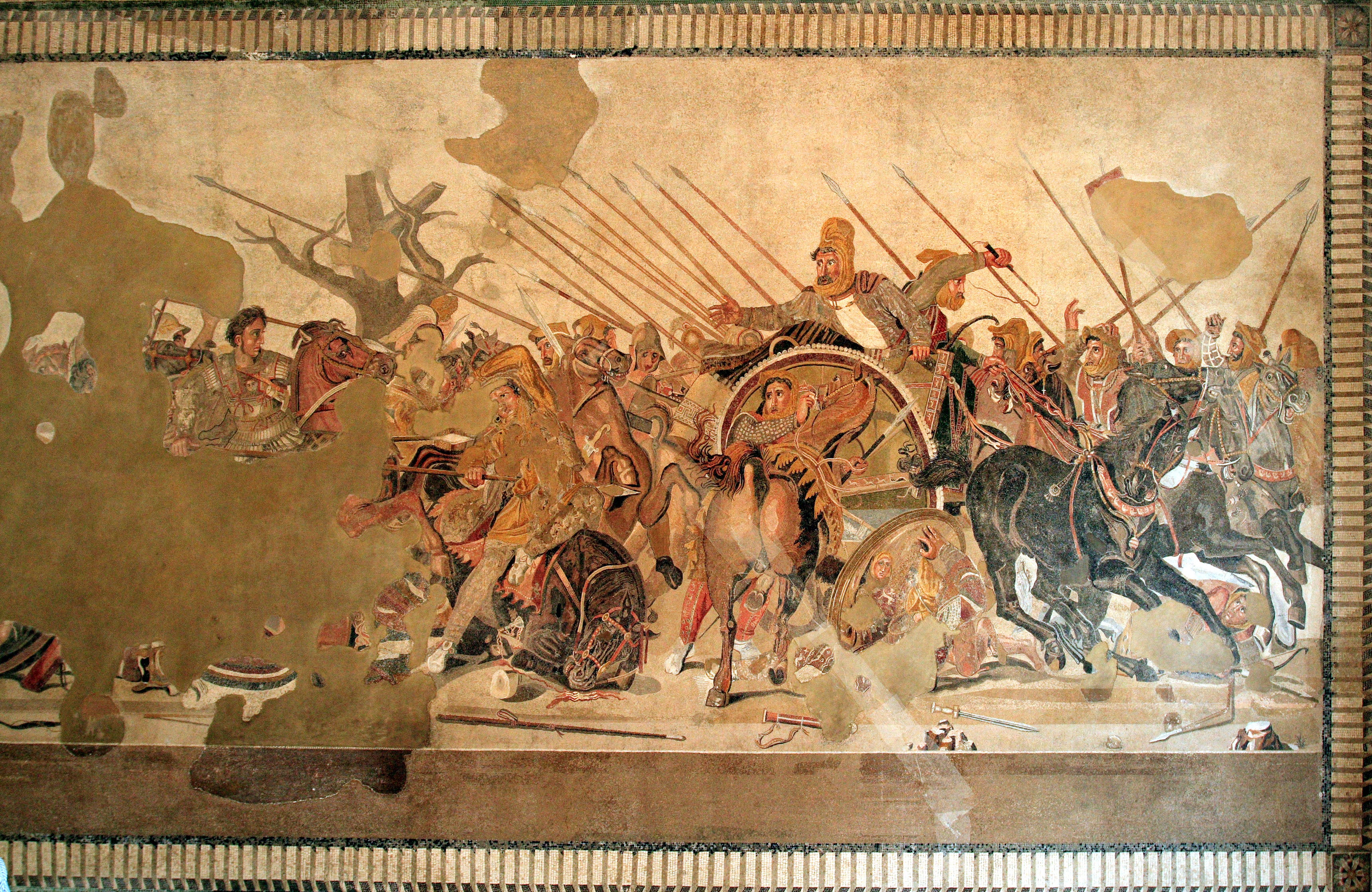
La Battaglia di Isso, in una celebre rappresentazione romana, che mostra Alessandro (a sinistra) nell'atto di sconfiggere Dario III; è un mosaico rinvenuto nella pavimentazione della casa del Fauno di Pompei, 100B a.C.

L'arte raffigurante temi militari è sempre esistita nel corso della storia. La Tavolozza del Campo di battaglia, una tavolozza cosmetica del Periodo Predinastico dell'Egitto (circa dal 3500 al 3000 a.C.) è incompleta, ma mostra che prigionieri che vengono condotti via ed animali selvatici che banchettano con i morti. La Stele degli avvoltoi, intorno al 2.500 a.C., è una delle numerose "stele della vittoria" mesopotamiche. Sempre intorno al 2.500 a.C., la prima rappresentazione conosciuta di una città assediata si trova nella tomba di Inti, un funzionario del 21° nome dell'Alto Egitto, che visse durante la fine della V dinastia. La scena mostra soldati egiziani che scalano le scale di una fortezza del Medio Oriente su scale a pioli. Anche se la battaglia di Kadesh nel 1274 a.C. sembra essere stata inconcludente, i rilievi eretti da Ramses II lo mostrano mentre dissemina i suoi avversari ittiti con il suo carro.
L'arte assira sopravvissuta consiste principalmente in grandi rilievi in pietra che mostrano scene dettagliate di campagne militari o di caccia. Gli antichi marmi del Partenone greco mostrano lunghe parate della forza di cavalleria volontaria della città e molti vasi greci mostrano scene di combattimento. Nella dinastia Han in Cina, un famoso rilievo in pietra di c. 150-170 d.C. dai santuari della famiglia Wu mostrano una battaglia tra forze di cavalleria nella Campagna contro Dong Zhuo. Nell'antica arte romana le colonne trionfali romane più elaborate mostravano rilievi molto lunghi di campagne militari che si snodavano attorno al corpo di enormi colonne; tra le più impressionanti ci sono quelle di Traiano e Marco Aurelio a Roma. Il mosaico di Alessandro è una scena di battaglia grande e drammatica che mostra Alessandro Magno che sconfigge Dario III di Persia; è un mosaico pavimentale ritrovato a Pompei, che probabilmente copia un dipinto perduto. Molti sarcofagi ellenistici e romani mostravano affollate scene di combattimento, a volte mitologiche (un'amazzonomachia è un termine per una scena di battaglia tra Amazzoni e Greci), e di solito non riguardava una battaglia particolare; questi non erano necessariamente usati per seppellire persone con esperienza militare. Tali scene hanno avuto una grande influenza sulle scene di battaglia del Rinascimento. Dal tardo impero romano il rovescio di monete mostrava spesso soldati e portava un'iscrizione che lodava "i nostri ragazzi", senza dubbio nella speranza di ritardare la prossima rivolta militare.

### Medievale
L'arte cristiana prodotta per la chiesa generalmente evitava le scene di battaglia, anche se un raro motivo della tarda antichità mostra Cristo vestito da imperatore vittorioso in abito da generale, dopo aver conquistato il diavolo, in Cristo che calpesta le bestie e altre iconografie. I violenti gusti dell'élite anglosassone riuscirono ad aggiungere la Discesa di Cristo agli inferi, concepita come un'incursione nella roccaforte di Satana, guidata da Cristo, al gruppo standard di scene per un ciclo sulla Vita di Cristo. I santi guerrieri, mostrati in abiti militari, erano estremamente popolari, così come le immagini dell'Arcangelo Michele che pugnalava Satana come un drago con una croce con una punta di lancia alla base. Alcuni manoscritti miniati illustravano le numerose battaglie dell'Antico Testamento.
Le opere secolari prodotte per i mecenati laici mostrano spesso temi militari, ad esempio in copie minuscole di manoscritti di storie come il XV secolo Froissart di Luigi di Gruuthuse (BnF Fr 2643-6), dove la maggior parte delle 112 miniature mostra scene militari. L'Assedio del Castello dell'Amore, spesso trovato su custodie gotiche a specchio in avorio, mostrava cavalieri che attaccavano un castello difeso dalle donne, una metafora della letteratura dell'amor cortese. L'Arazzo di Bayeux dell'XI secolo è una narrazione panoramica lineare degli eventi che circondarono la Conquista Normanna e la Battaglia di Hastings nel 1066, l'unico esempio sopravvissuto di un tipo di ricamo appeso con cui i ricchi anglosassoni usavano decorare le loro case. Nell'arte islamica la scena della battaglia, spesso derivante da un'opera immaginaria di poesia epica, era un argomento frequente nelle miniature persiane e il punto di vista posto in alto che veniva adottato rendeva le scene più facilmente comprensibili di molte immagini occidentali.

### Dal Rinascimento alle guerre napoleoniche

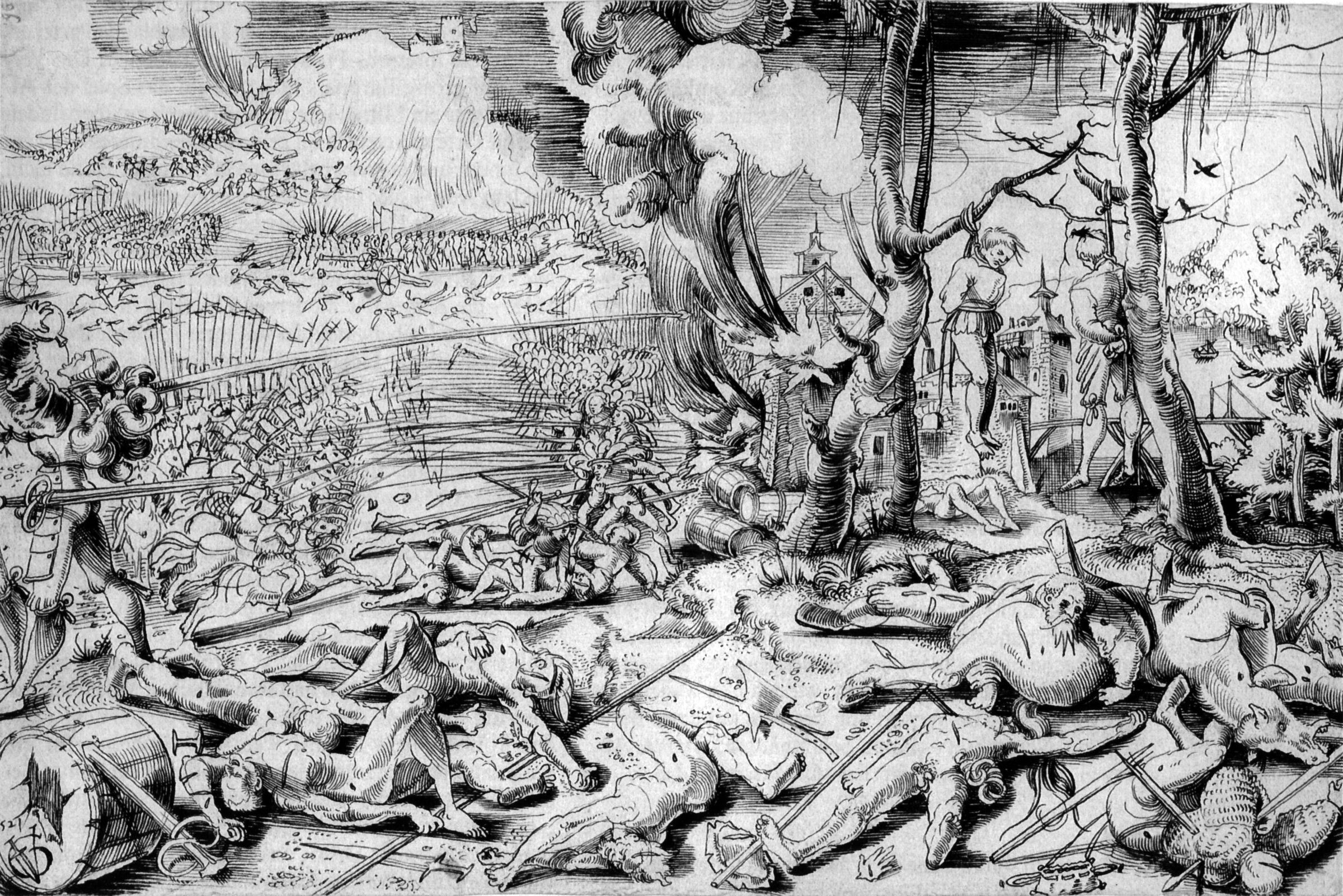
Dopo la Battaglia di Marignano, disegno di Urs Graf, 1521.

La pittura del Rinascimento italiano vide un grande aumento nell'arte di guerra da parte dei principali artisti, dipinti di battaglia spesso raffiguranti scene quasi contemporanee come l'enorme set di tre tele de La battaglia di San Romano (1445 ca.) di Paolo Uccello, e l'incompiuta Battaglia di Cascina (1504–06) di Michelangelo e La battaglia di Anghiari di Leonardo da Vinci (1503–06), che dovevano essere collocati uno di fronte all'altro in Palazzo Vecchio a Firenze, ma nessuna di queste cose fu portata a termine. Quanto agli artisti del Rinascimento, con le loro nuove abilità nel rappresentare la figura umana, le scene di battaglia permisero loro di dimostrare tutte le loro abilità nel dipingere pose complicate; Michelangelo scelse un momento in cui un gruppo di soldati è rimasto sorpreso a fare il bagno e quasi tutte le figure sono nude.Quella di Leonardo fu una battaglia di cavalleria, la cui sezione centrale fu ampiamente ammirata prima di essere distrutta, ed enormemente importante: "esercitò un cambiamento fondamentale sull'intera idea della pittura di battaglia, un'influenza che durò attraverso il tardo Rinascimento e il barocco fino agli apparati eroici dei pittori napoleonici e persino alle composizioni di battaglia di Delacroix", secondo quanto ha scritto lo storico dell'arte Frederick Hartt.
Tutte queste rappresentavano azioni francamente minori in cui Firenze aveva sconfitto le città vicine, ma importanti battaglie della storia lontana erano ugualmente popolari. I Trionfi di Cesare di Andrea Mantegna mostra la parata trionfale romana di Giulio Cesare, pur concentrandosi sul bottino piuttosto che sull'esercito che lo segue; la serie di stampe Trionfi di Massimiliano, una serie di 192 xilografie, la cui esecuzione avvenne sotto la regia di Albrecht Dürer, mostra entrambi, raffigurando Massimiliano II, Imperatore del Sacro Romano Impero in sella a una grande carrozza. La Battaglia di Ponte Milvio di Giulio Romano descriveva una scena di battaglia enorme e "fondamentale" nelle Stanze di Raffaello nei Palazzi Vaticani. L'insolita Battaglia di Alessandro e Dario a Isso (1528–1529) di Albrecht Altdorfer riuscì a realizzare una delle scene di battaglia rinascimentale più apprezzate, nonostante, o forse a causa, di un formato verticale, dettato dall'ambientazione che aveva progettato; era stato commissionato come uno di una serie di otto dipinti di battaglia di vari artisti. "Era il quadro di battaglia più dettagliato e panoramico del suo tempo" e il suo punto di vista aereo doveva essere largamente seguito nei secoli successivi, anche se raramente con tale effetto drammatico.

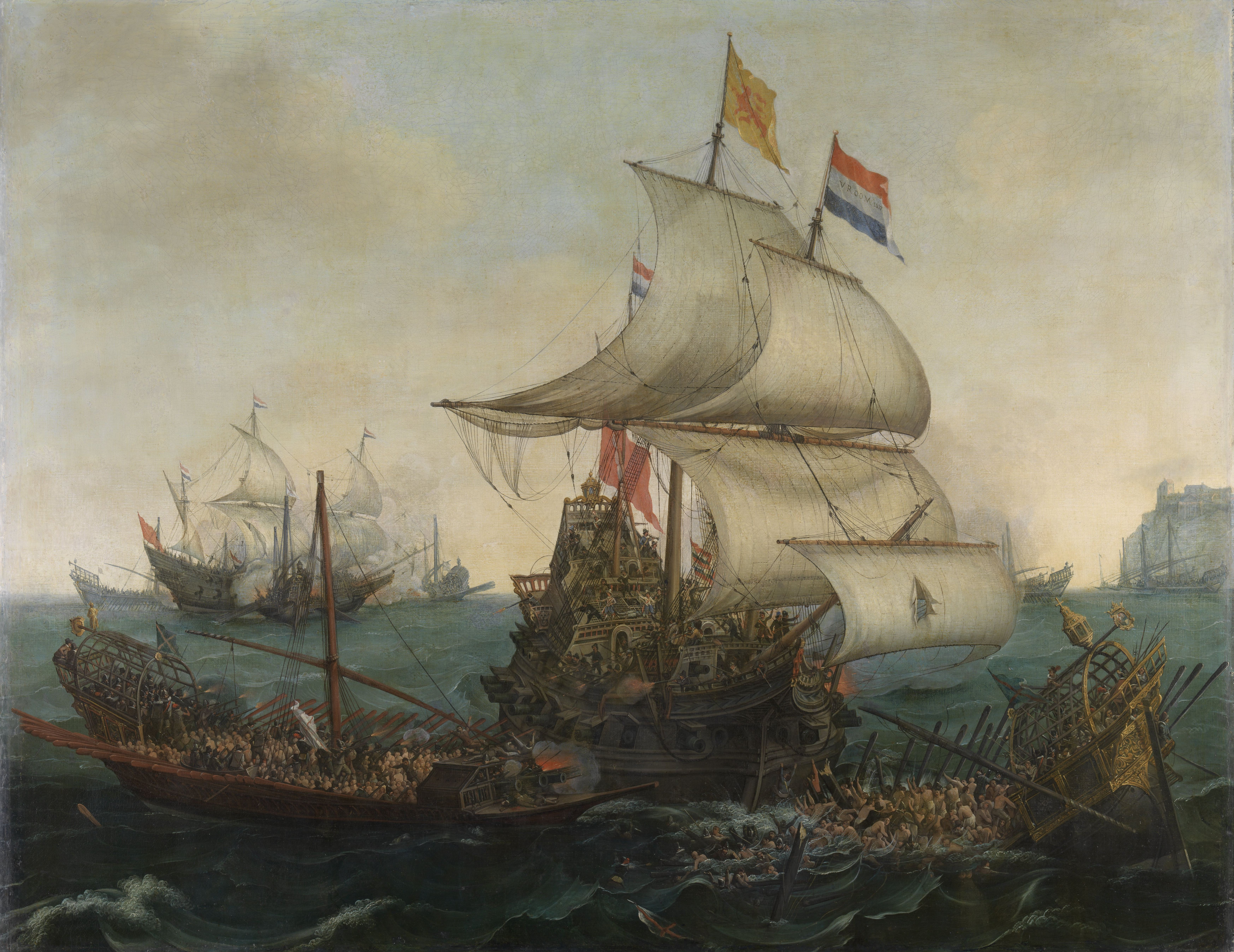
Le navi olandesi speronano le galere spagnole al largo della costa fiamminga nell'ottobre 1602, 1617 di Hendrick Vroom.

Soprattutto nel Nord Europa piccoli gruppi di soldati diventarono un soggetto popolare per i dipinti e soprattutto le stampe di molti artisti, tra cui Urs Graf, cosa insolita in quanto era stato un mercenario svizzero professionista per molti anni. Questi lavori iniziarono a presentare una visione meno eroica dei soldati, che spesso rappresentavano una considerevole minaccia per le popolazioni civili anche in tempo di pace, sebbene i costumi stravaganti dei Lanzichenecchi siano spesso trattati come attraenti. Per Peter Paret, dal Rinascimento "la glorificazione del capo temporale e del suo sistema politico, che era ovviamente presente anche nell'arte medievale, sostituisce la fede cristiana come una forza interpretativa determinante" nell'arte di guerra.
La pittura navale divenne convenzionale nell'età dell'oro della pittura olandese del XVII secolo e da allora gli artisti tendevano a specializzarsi in essa o non tentarla; a parte qualsiasi altra cosa "Gli artisti navali hanno sempre avuto a che fare con una classe di benefattori particolarmente esigente", come scoprì JMW Turner quando il "Re dei marinai" Guglielmo IV d'Inghilterra respinse la sua versione de La battaglia di Trafalgar a causa di inesattezze. Hendrik Cornelisz Vroom fu il primo vero specialista, seguito dal nucleo van de Velde padre e figlio, che emigrarono a Londra nel 1673 ed affermò efficacemente la tradizione inglese della pittura navale, "producendo una stupefacente documentazione visiva delle guerre navali anglo-olandesi, che fissarono le convenzioni della pittura di battaglia marittima per i successivi 150 anni". Vroom aveva anche lavorato per dei mecenati inglesi, progettando una vasta serie di arazzi della sconfitta dell'Invincibile Armada spagnola che andò distrutta quando le Camere del Parlamento furono rase al suolo da un incendio nel 1834.

Il XVII e il XVIII secolo videro le raffigurazioni di battaglie che adottavano principalmente una veduta a volo d'uccello, come da una collina vicina; questo li rendeva meno interessanti da dipingere e gli artisti più importanti tendevano ora ad evitarli. Una visione molto diversa della guerra si vede in Les Misères et Malheurs de la Guerre (Le disgrazie della guerra), un insieme di dodici incisioni prodotte da Jacques Callot durante la guerra dei trent'anni che segue un gruppo di soldati che devastano la campagna prima di essere infine circondati sul loro lato e giustiziati. Sempre nella prima metà del XVII secolo un ramo della pittura di genere nella pittura olandese dell'età dell'oro si specializzò in scene di guardie di soldati piuttosto disordinati, non spesso in battaglia, ma intenti a saccheggiare fattorie o seduti in una guardiola del campo. I dipinti di Salvator Rosa, essenzialmente paesaggi, spesso mostravano gruppi variamente descritti come banditi o soldati in agguato nelle campagne dell'Italia meridionale. La resa di Breda di Velázquez (1634–35) mostra una scena affollata mentre le due parti si incontrano pacificamente per la resa della città; un tema molto spesso copiato nella pittura navale rispetto all'arte di guerra terrestre.

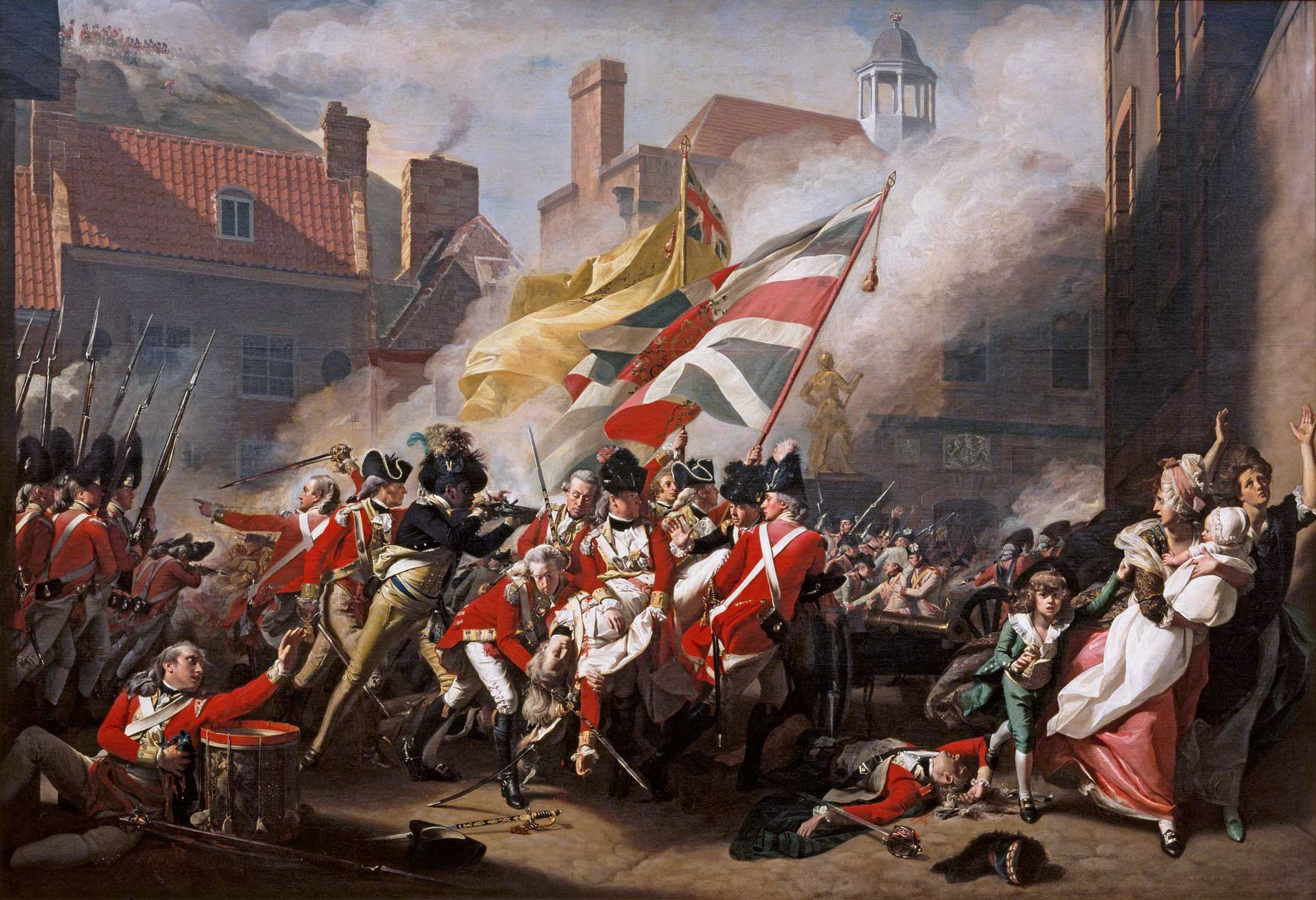
La morte del maggiore Peirson, 1784, di John Singleton Copley.

Durante il XVII secolo gli arazzi divennero il mezzo principale per "l'arte di guerra ufficiale". Un gruppo prodotto per il Duca di Marlborough che mostrava le sue vittorie fu modificato per clienti differenti e persino venduto a uno dei suoi avversari, Massimiliano II Emanuele, Elettore di Baviera, dopo aver rielaborato i volti del generale ed altri dettagli. A metà del XVIII secolo un certo numero di artisti, specialmente in Gran Bretagna, cercarono di far rivivere l'arte di guerra con grandi opere incentrate su un episodio eroico che avrebbe nuovamente portato il genere alla ribalta nella pittura storica, come era stato nel Rinascimento. La scena di battaglia contemporanea tradizionale tendeva ad essere raggruppata nella categoria modesta della pittura topografica, che copriva mappe e vedute di case di campagna. The Death of General Wolfe (1771) di Benjamin West, The Death of Captain James Cook (1779) di Johann Zoffany, The Defeat of the Floating Batteries at Gibraltar, September 1782 e The Death of Major Pierson (1784) di John Singleton Copley sono esempi di spicco del nuovo tipo, che ignorava le lamentele sull'inadeguatezza dell'abito moderno per i soggetti eroici. Tuttavia tali lavori ebbero un'influenza più immediata in Francia che in Gran Bretagna.

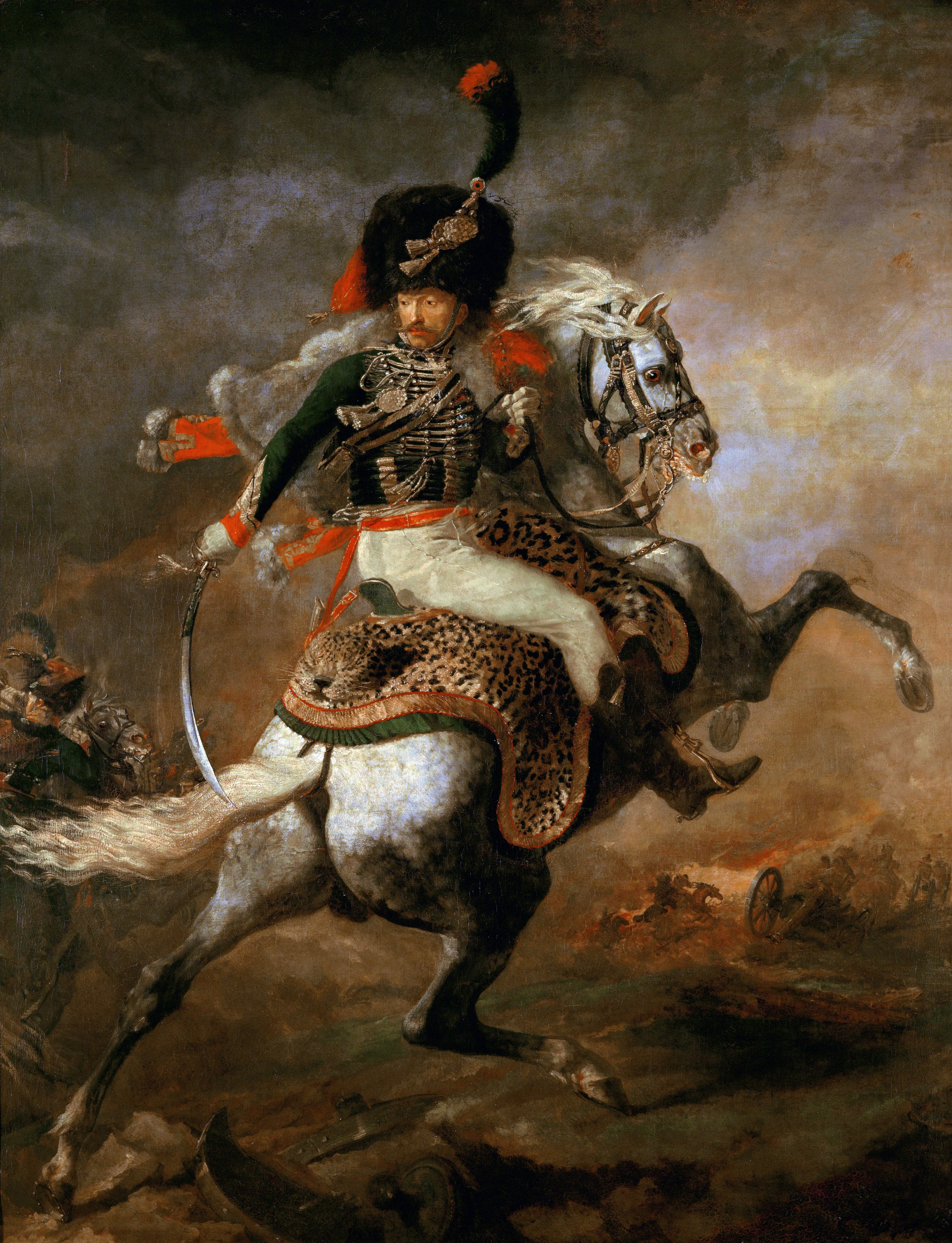
The Charging Chasseur (Ufficiale delle guardie a cavallo imperiali) di Géricault.

In epoca napoleonica la Francia aggiunse il romanticismo al suo stile e iniziò a rappresentare singoli soldati più caratterizzati. I dipinti di battaglia furono sempre più prodotti per i grandi edifici pubblici e diventarono più grandi che mai. Baron Gros dipinse principalmente glorificazioni di Napoleone e delle sue vittorie, ma il suo dipinto del 1808 sulla Battaglia di Eylau non trascura la sofferenza dei morti e dei feriti sul campo di battaglia ghiacciato. Al contrario, i grandi dipinti di Goya Il secondo maggio 1808 e Il terzo maggio 1808, forse consapevolmente concepiti come riposte per Gros e la sua serie correlata di 82 incisioni, I disastri della guerra (spagnolo: Los Desastres de la Guerra), sottolineavano la brutalità delle forze francesi durante la guerra peninsulare in Spagna.

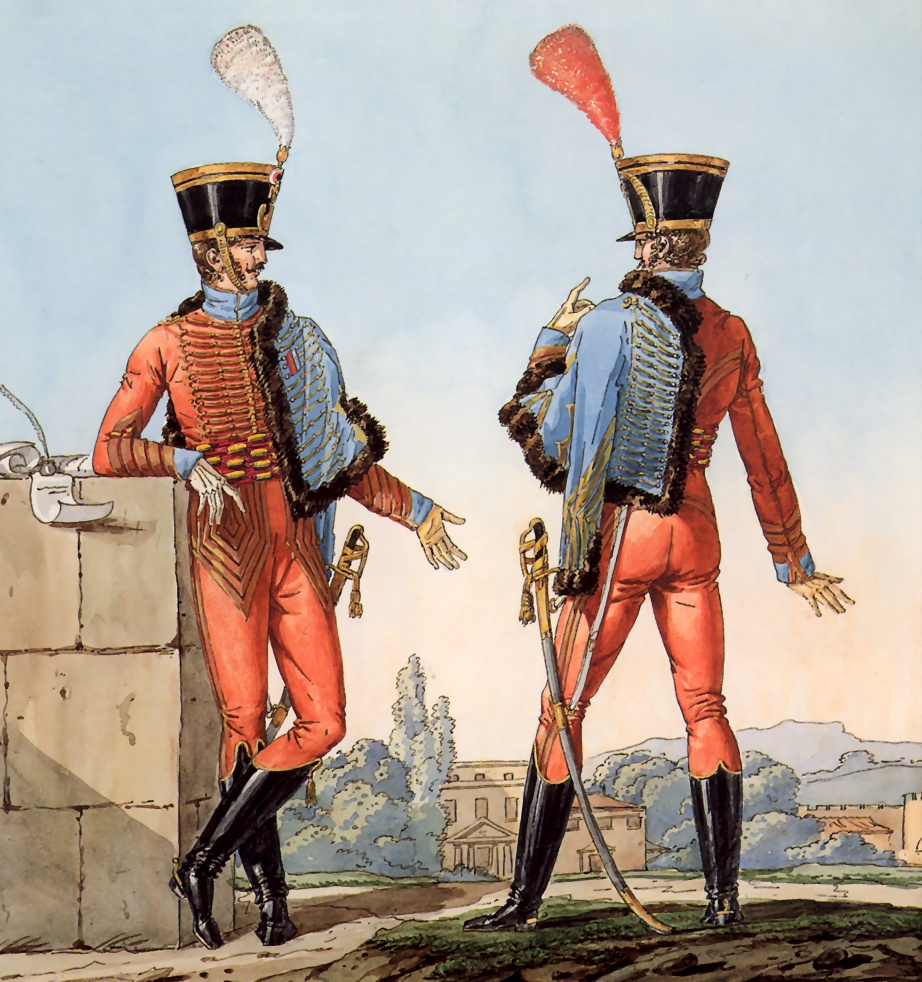
Decimo reggimento di ussari, di Carle Vernet.

Le rappresentazioni britanniche delle guerre napoleoniche continuarono i modelli della fine del XVIII secolo, spesso su scala più ampia, con la morte dell'ammiraglio Horatio Nelson che produsse rapidamente grandi opere di Arthur William Devis (La morte di Nelson, 21 ottobre 1805) e West (La morte di Nelson). J.M.W. Turner fu tra gli artisti che hanno prodotto scene delle vittorie di Nelson, con La battaglia di Trafalgar. La British Institution organizzava concorsi per schizzi d'arte commemorativi delle vittorie britanniche, le cui opere vincenti venivano poi commissionate.
In questo periodo anche le stampe delle uniformi, concentrandosi su una rappresentazione dettagliata dell'uniforme di una o più figure in piedi, tipicamente colorate a mano, divennero molto popolari in tutta Europa. Come altre stampe, queste venivano di solito pubblicate in forma di libro, ma vendute anche singolarmente. In Gran Bretagna le 87 stampe di The Loyal Volunteers of London (1797-1798) di Thomas Rowlandson, pubblicate da Rudolph Ackermann, segnano l'inizio del periodo classico. Sebbene Rowlandson di solito facesse la satira dei suoi soggetti in una certa misura, qui i soldati erano "rappresentati come loro preferivano vedere se stessi, in particolare i loro colonnelli che pagavano per le loro divise" e questa rimase la usuale raffigurazione in tali stampe.
Una serie di stampe di Carle Vernet delle splendide uniformi de La Grande Armée de 1812 mostrava la maggior parte dei fanti in coppia nel campo, in una varietà di pose rilassate che li mostravano l'una dalla parte anteriore e l'altra da dietro. Un raro dipinto ad olio di un artista di spicco che tratta i soldati nello spirito della stampa delle uniformi è Soldiers of the 10th Light Dragoons (il "Prince of Wales Own") dipinto nel 1793 da George Stubbs per il loro colonnello in capo, il futuro Giorgio IV del Regno Unito. Altri dipinti di singoli soldati furono più drammatici, come The Charging Chasseur di Théodore Géricault (1812 ca.).

### XIX secolo

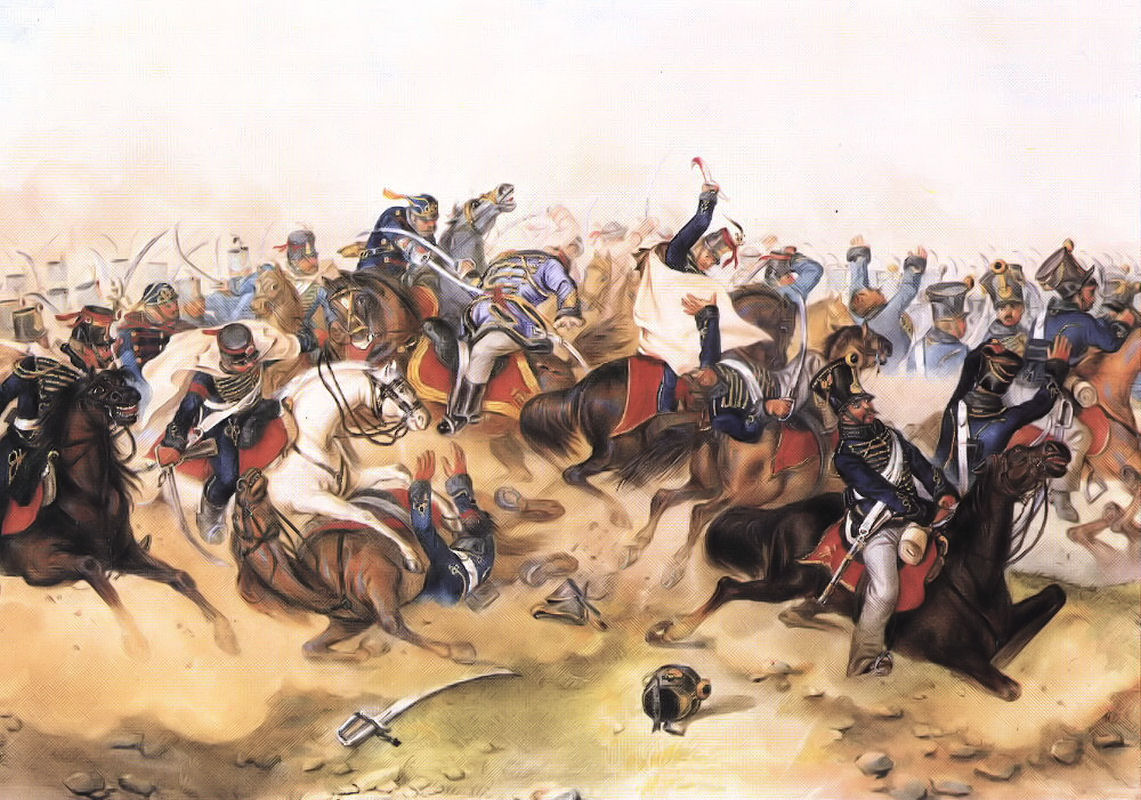
Scena di battaglia a Tápióbicske di Mór Than, 1849.

Eugène Delacroix, che dipinse anche molte scene di combattimento più piccole, finì il suo Il massacro di Scio nel 1824, mostrando un tristemente noto attacco ai civili greci durante la guerra d'indipendenza greca, da parte delle forze ottomane, mostrate in una luce assolutamente negativa. Ebbe un impatto sull'arte europea più immediato rispetto a Tres de Mayo (Il 3 maggio 1808) di Goya di alcuni anni prima, che evidentemente non fu nemmeno in mostra al Museo del Prado se non qualche anno dopo. Al contrario, La Libertà che guida il popolo di Delacroix del 1830 mostrò i combattimenti in una luce positiva, ma non i "militari" in quanto fa vedere i rivoluzionari civili armati della Rivoluzione di luglio, che avanzano contro le invisibili forze in uniforme del governo. Le atrocità turche dovevano rimanere un tema ricorrente nella pittura del XIX secolo, specialmente negli ex territori ottomani sfuggiti dall'impero in declino (spesso scene pre stupro trattate in modo piuttosto indecente), ed anche sentimenti generali anti militari, prima presenti soprattutto nelle stampe, ora emergevano regolarmente in grandi dipinti ad olio.
L'arte di guerra rimase popolare durante il resto del XIX secolo in gran parte dell'Europa. Artisti francesi come Ernest Meissonier, Edouard Detaille e Alphonse de Neuville fondarono la pittura di genere militare nel Salon di Parigi. Le nuove forme di arte di guerra sviluppatesi negli anni '50 incontrarono una notevole opposizione da parte della Royal Academy nel Regno Unito.

Battaglia di Grunwald di Jan Matejko, 1878.

Tra gli artisti europei con uno stile accademico in generale, ben noti come pittori di scene di battaglia, spesso ancora soggetti di guerre napoleoniche o di conflitti più antichi, figuravano Albrecht Adam, Nicaise de Keyser, Piotr Michałowski Antoine Charles Horace Vernet, Emile Jean Horace Vernet, Wilhelm Camphausen ed Emil Hünten. L'ascesa del nazionalismo promosse la pittura delle battaglia in paesi come l'Ungheria (grande attenzione prestata alle uniformi), la Polonia (enormi forze) e le terre ceche. L'enorme quadro del 1878, raffigurante la battaglia di Grunwald, di Jan Matejko riflette il sentimento pan-slavo, mostrando diverse forze slave che si uniscono per distruggere il potere dei Cavalieri Teutonici.
L'uso del termine "arte di guerra" si è evoluto dalla metà del XIX secolo. In Francia, Charles Baudelaire discusse dell'arte di guerra e dell'impatto su di essa della fotografia, nel Salon di Parigi del 1859. Un critico britannico della mostra della Royal Academy del 1861 osservò che:
(William Michael Rossetti)

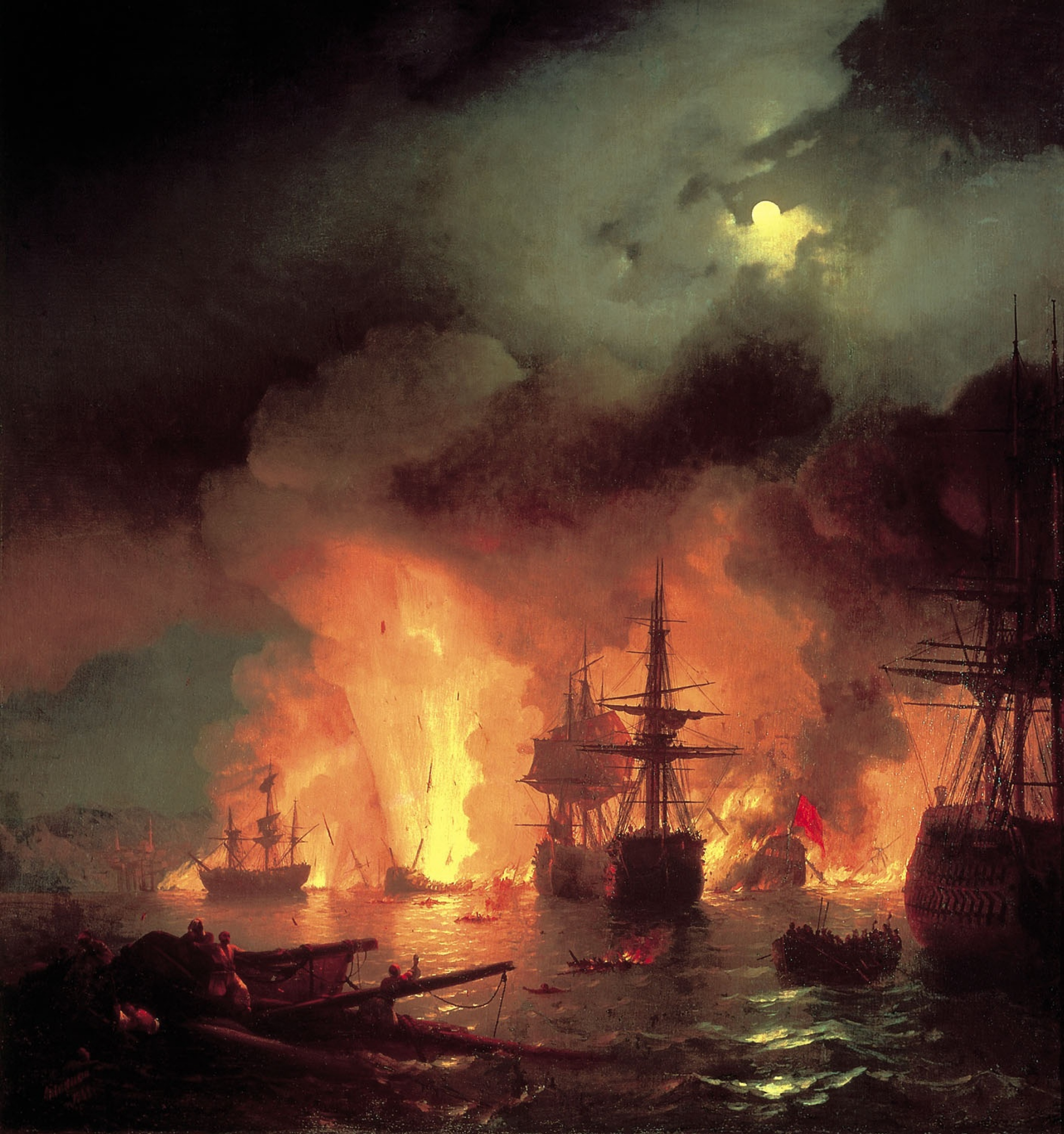
Battaglia di Cesme di Ivan Aivazovsky, 1848.

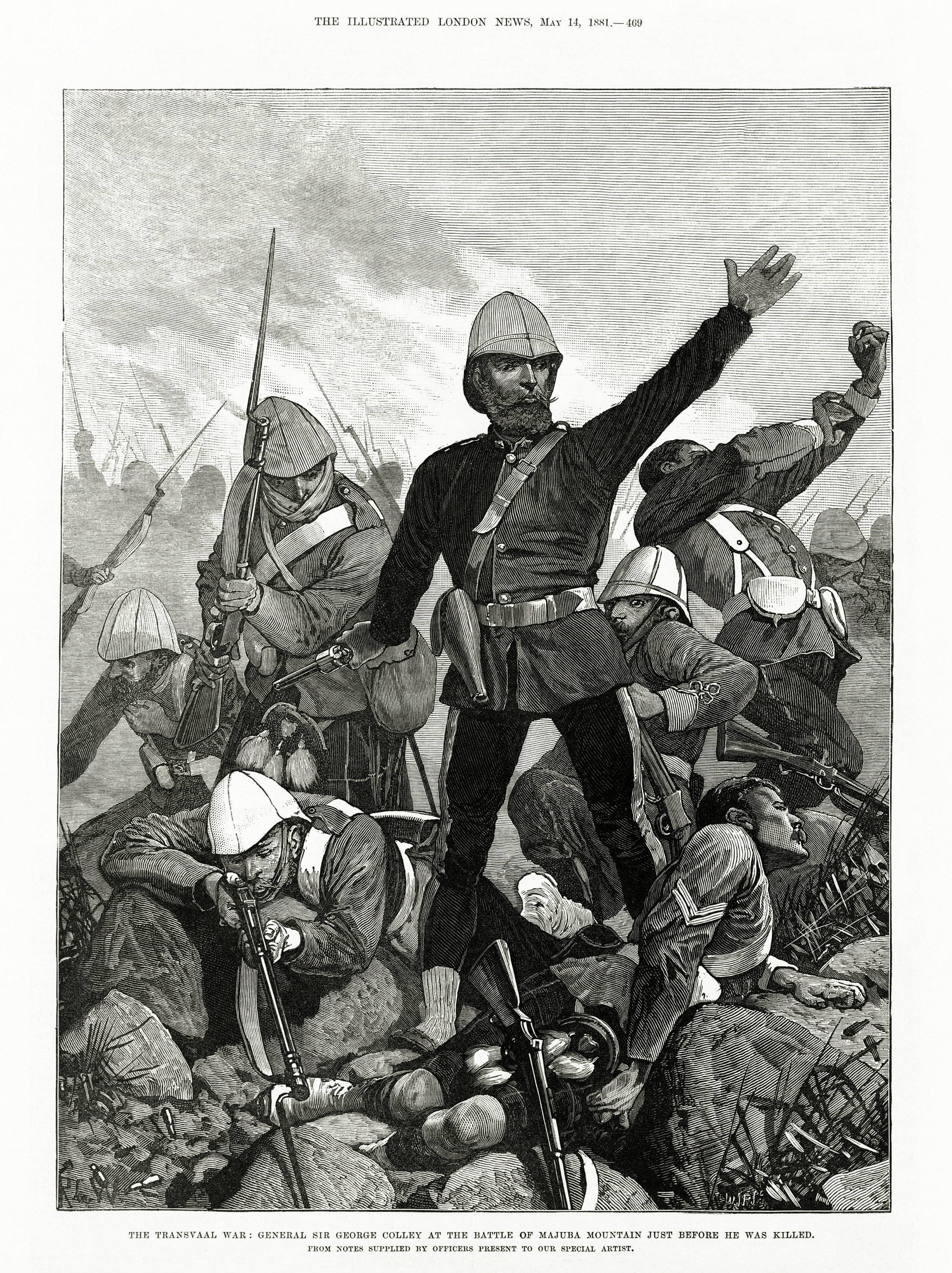
Incisione dietro Melton Prior della Battaglia di Majuba Hill, per l'Illustrated London News, 1881.

Al contrario, l'artista britannica Elizabeth Thompson (Lady Butler) spiegava che "non aveva mai dipinto per la gloria della guerra, ma per ritrarre il suo pathos ed eroismo". Le conseguenze della battaglia sono state raffigurate in dipinti come L'appello dopo una battaglia, Crimea, che fu esposto alla Royal Academy nel 1874. Questa prospettiva si può notare anche in I resti di un esercito che mostra William Brydon che combatte contro Jalalabad su un cavallo morente. Il dottor Brydon fu l'unico sopravvissuto alla ritirata di Kabul del 1842, in cui furono massacrati in 16.000 dagli uomini delle tribù afgane.
Il mercato britannico iniziò a svilupparsi a metà del XIX secolo. Le relazioni tra lo stato e i suoi militari e le ideologie implicate in quel rapporto influenzarono la percezione delle opere d'arte, degli artisti e del pubblico sia delle opere d'arte che degli artisti.
All'epoca della guerra civile americana e della guerra di Crimea i fotografi iniziarono a competere fortemente con gli artisti per la copertura delle scene in campo di battaglia e per le conseguenze della battaglia, ma i tempi di esposizione erano generalmente troppo lunghi per consentire loro di scattare foto di battaglie in modo molto efficace. La fotografia di guerra non è trattata in questa voce. Le illustrazioni per giornali e riviste continuarono uno stile eroico con forse più sicurezza dei pittori e Melton Prior seguì per decenni le forze britanniche attorno alle zone calde dell'impero, lavorando per l'Illustrated London News; le sue scene "contribuirono a stabilire uno stile di azione che ha lasciato un segno indelebile nell'arte delle strisce a fumetti". Prior ed altri "corrispondenti speciali" come Frederic Villiers erano conosciuti come "speciali". Richard Caton Woodville e Charles Edwin Fripp erano "speciali" e anche pittori che esponevano alla Royal Academy e altrove.

### XX secolo
La prima guerra mondiale confermò decisamente la fine della glorificazione della guerra nell'arte, che era in declino dalla fine del secolo precedente. In generale, e nonostante l'istituzione di grandi progetti che impiegavano artisti di guerra ufficiali, l'arte più sorprendente che raffigura la guerra è quella che mette in primo piano il suo orrore. Gli artisti ufficiali di guerra venivano nominati dai governi a scopo informativo o di propaganda e per registrare eventi sul campo di battaglia; ma molti artisti combatterono come normali soldati e registrarono le loro esperienze sul momento e in seguito, compresi i tedeschi George Grosz e Otto Dix, che avevano entrambi combattuto sul fronte occidentale e continuarono a rappresentare quel soggetto per il resto della loro carriera. The Trench di Dix (1923), che mostrava i corpi dei morti smembrati dopo un assalto, provocò uno scandalo e fu esposto per la prima volta dietro una tenda, provocando il licenziamento del direttore del museo che aveva deciso di acquistarlo. Più tardi, dopo averlo esposto nella sua mostra itinerante "Arte degenerata" del 1937, il governo nazista lo bruciò. Dix ha prodotto una serie di cinquanta stampe nel 1924 su Der Krieg ("La guerra"). L'artista inglese Paul Nash iniziò a fare disegni sulla guerra mentre combatteva sul fronte occidentale negli Artists Rifles. Dopo essersi ripreso da una ferita, fu reclutato come artista ufficiale di guerra e creò molte delle immagini più memorabili di entrambe le guerre mondiali viste dalla parte britannica. Dopo la guerra l'enorme richiesta di memoriali di guerra provocò un boom per gli scultori, trattati più avanti, e per i produttori di vetrate a colori.
I poster erano diventati universali dal 1914 e furono indirizzati sia ai militari che al "fronte interno" per vari scopi, compreso il reclutamento, laddove il britannico Britons: Lord Kitchener Wants You (non proprio lo slogan) fu ripetuto negli Stati Uniti con lo Zio Sam e altrove con figure totemiche simili. L'Unione Sovietica iniziò con manifesti molto modernisti come Beat the Whites with the Red Wedge (Batti i bianchi con il cuneo rosso) di Lazar Markovich Lissitzky, ma presto si rivolse al realismo socialista, usato per la maggior parte dei manifesti della seconda guerra mondiale dell'Unione Sovietica, che a volte sono simili ai loro equivalenti nazisti. Nella seconda guerra mondiale furono ancora più ampiamente utilizzati. Anche illustratori e artisti del calibro di Norman Rockwell seguirono la tendenza lontano dagli scatti a tema militare dopo la seconda guerra mondiale e con l'ascesa generalizzata delle copertine fotografiche.
L'impatto della guerra civile spagnola su una popolazione non combattente fu rappresentato nel capolavoro di Picasso, Guernica, che mostra il bombardamento di Guernica nel 1937. Un trattamento molto diverso di un argomento simile si vede nei disegni di Henry Moore di civili addormentati che si riparano dai bombardamenti dalla battaglia d'Inghilterra sulle piattaforme della stazione della metropolitana di Londra. Tra gli artisti di guerra ufficiali della Seconda Guerra Mondiale, Totes Meer di Paul Nash è una potente immagine di un deposito di velivoli tedeschi abbattuti e il paesaggista Eric Ravilious produsse alcuni dipinti molto belli prima di essere abbattuto e ucciso nel 1942. Le immagini di Edward Ardizzone si concentrarono interamente su soldati che si rilassano o svolgono compiti di routine e furono elogiati da molti soldati: "È l'unica persona che ha catturato l'atmosfera di questa guerra" sentiva Douglas Cooper, critico d'arte e storico, amico di Picasso e poi in un'unità militare medica. La fotografia e i film potevano ora catturare azioni in rapido movimento e si può dire che abbiano prodotto la maggior parte delle immagini memorabili che registrano combattimenti durante la guerra e certamente i conflitti successivi come la guerra del Vietnam, che fu molto importante per l'arte di protesta contro la guerra, nei poster e nelle opere di artisti come Nancy Spero.

## Forme d'arte

### Ritrattistica

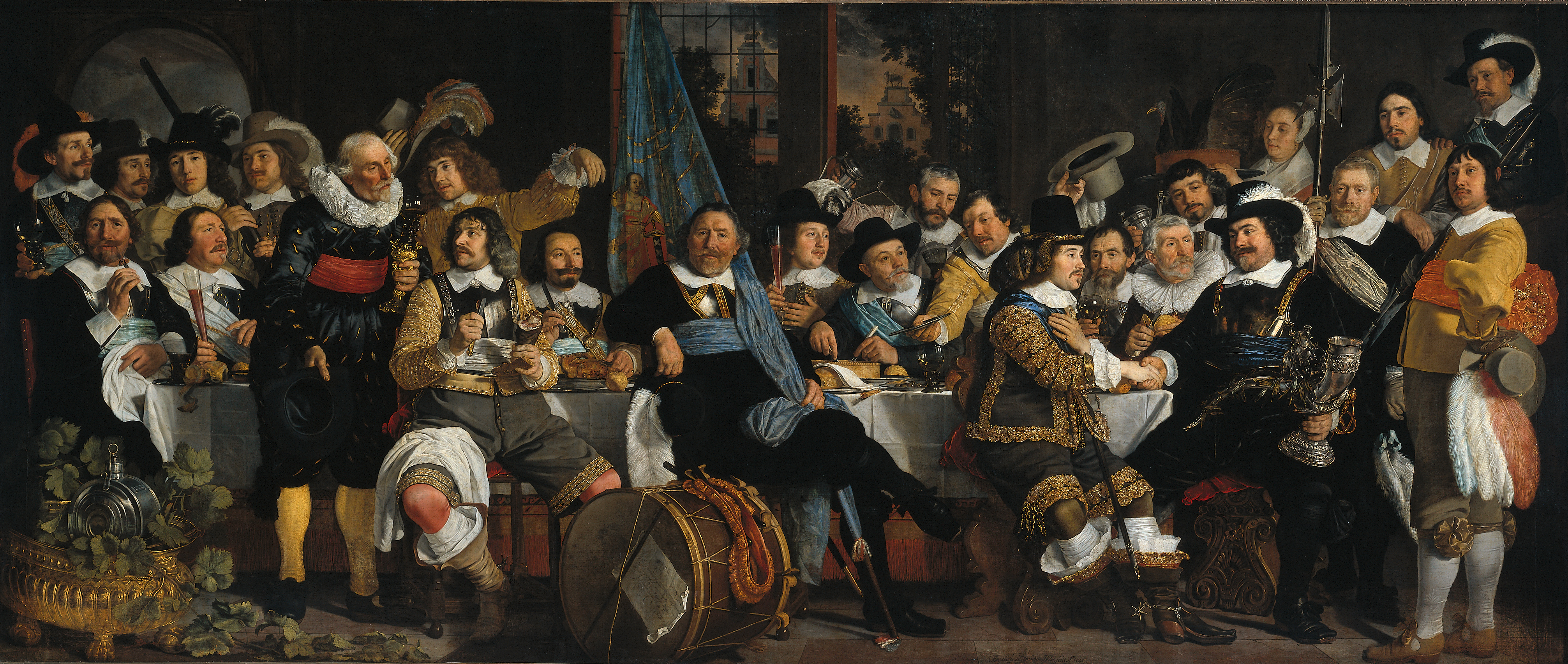
Banchetto della Guardia Civica di Amsterdam in occasione della celebrazione della pace di Münster, 1648, di Bartholomeus van der Helst, 232 × 547 cm.

I sovrani sono stati mostrati in abiti appositamente militari fin dai tempi antichi; la differenza è particolarmente evidente nella scultura romana antica, dove generali, e sempre più spesso imperatori, sono raffigurati con l'armatura e la tunica militare corta. Le effigi di tombe medievali raffigurano il più delle volte cavalieri, nobili e re in armatura, indipendentemente dal fatto che abbiano effettuato il servizio attivo. All'inizio del periodo moderno, quando gli alti comandanti tendevano a indossare il loro normale abito da equitazione anche sul campo di battaglia, la distinzione tra un ritratto militare e uno normale è per lo più espressa dallo sfondo, o da una corazza o dal jerkin in pelle color cuoio indossato sotto l'armatura, ma una volta che anche i generali iniziarono a indossare l'uniforme militare, a metà del XVIII secolo, diventa di nuovo chiara, sebbene inizialmente le uniformi degli ufficiali fossero vicine al costume civile alla moda.
Ritratti a figura intera ed equestri di sovrani e generali spesso li mostravano sul campo di battaglia, ma con l'azione in lontananza; una caratteristica probabilmente risalente al magistrale Ritratto di Carlo V a cavallo di Tiziano, che mostra l'imperatore dopo la sua vittoria nella battaglia di Mühlberg ma senza altri soldati presenti. I monarchi non venivano spesso dipinti in uniforme militare fino al periodo napoleonico, ma nel XIX secolo questo divenne tipico per i ritratti ufficiali, forse perché l'uniforme era visivamente più attraente. Un tipo di pittura tipicamente olandese sono gli enormi ritratti di gruppo commissionati dai ricchi ufficiali occasionali delle compagnie della milizia cittadina, tra i quali Ronda di notte di Rembrandt è il più famoso, sebbene la sua ambientazione narrativa sia atipica del genere. La maggior parte degli esempi mostra solo gli ufficiali schierati come se stessero per cenare e alcuni li mostrano mentre stanno realmente mangiando. Altrimenti i ritratti di gruppo di ufficiali, sorprendentemente, sono piuttosto rari fino al XIX secolo.

### Scultura

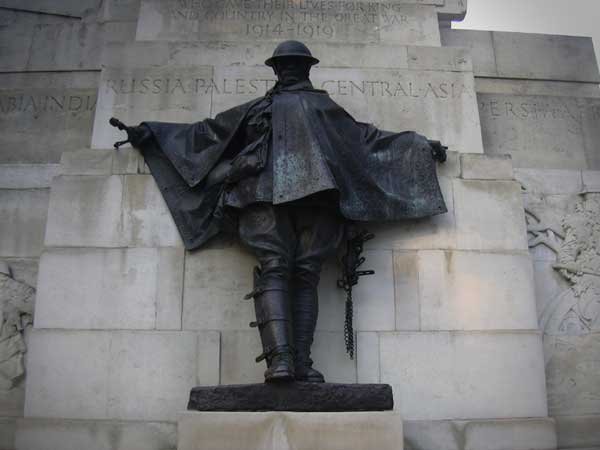
Una delle figure sul Royal Artillery Memorial di Londra, di Charles Sargeant Jagger.

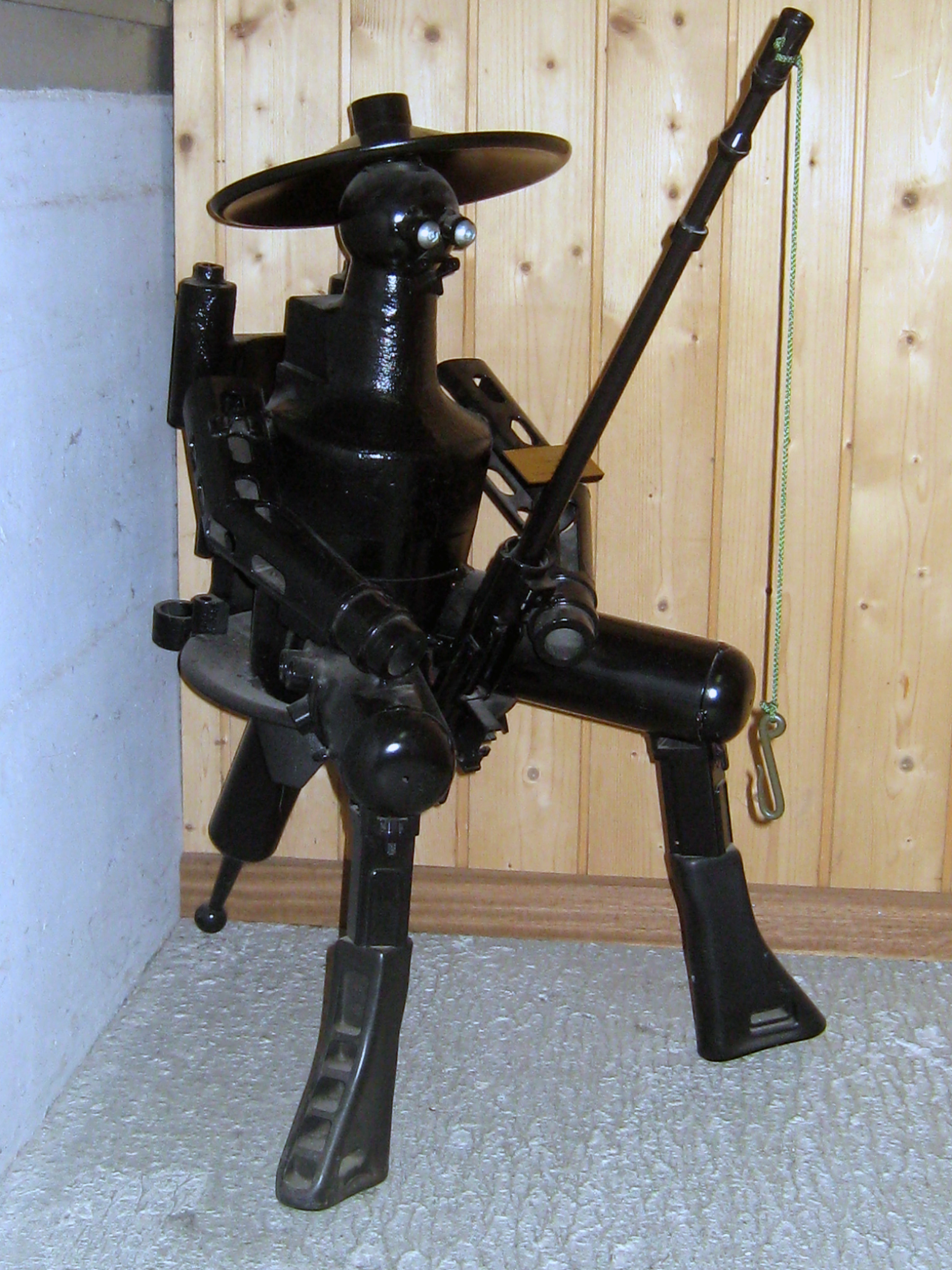
Scultura realizzata con fucili d'assalto svizzeri Stgw 57.

Le sculture che sono sopravvissute maggiormente delle scene di battaglia dell'antichità si trovano nei bassorilievi di pietra, trattati più sopra. Artisti e mecenati del Rinascimento erano desiderosi di far rivivere questa forma, che per lo più hanno replicarono in scene molto più piccole in pietra o bronzo. La tomba di Milano del geniale generale francese Gastone di Foix, duca di Nemours, comprendeva numerosi bassorilievi di marmo attorno alla base del sarcofago (che non fu mai completato). Statue e monumenti funerari di comandanti continuarono ad essere il luogo più comune fino a quando il monumento ai caduti più generale, commemorativo di tutti i morti iniziò a emergere nel periodo delle guerre napoleoniche. La colonna di Nelson a Londra commemora ancora un solo comandante; ha bassorilievi molto grandi intorno alla base di artisti diversi, sebbene questi siano generalmente considerati meno memorabili di altri aspetti del monumento. La Colonna di Wellington a Liverpool è anche nota come il "Memoriale di Waterloo", passando al concetto più moderno di quando «i morti venivano ricordati essenzialmente come soldati che combattevano in nome della collettività nazionale».
Le enormi perdite della guerra civile americana videro il primo gruppo davvero ampio di memoriali scultorei di guerra, oltre a molti monumenti per singoli. Tra i più artisticamente eccezionali c'è il Memoriale di Robert Gould Shaw e il 54º reggimento tutto nero di Augustus Saint-Gaudens a Boston, con una seconda fusione presso la National Gallery of Art di Washington. Le perdite ancora maggiori della prima guerra mondiale portarono anche piccole comunità nella maggior parte delle nazioni coinvolte a raccogliere qualche forma di memoriale, introducendo l'uso diffuso di questa forma d'arte in Australia, Canada e Nuova Zelanda, un improvviso aumento della domanda che ha portò a un boom degli scultori di arte pubblica. Ancor più che nella pittura, la guerra portò una crisi di stile, in quanto l'opinione pubblica riteneva inappropriati gli stili eroici tradizionali.
Uno dei monumenti britannici di maggior successo è il Royal Artillery Memorial a Londra, il capolavoro di Charles Sargeant Jagger, che fu ferito tre volte in guerra e trascorse gran parte del decennio successivo per commemorarlo. Nelle nazioni sconfitte di Germania e Austria la controversia, che aveva un aspetto politico, era particolarmente accesa e un certo numero di memoriali considerati eccessivamente moderni furono rimossi dai nazisti, i cui monumenti, come il Memoriale di Tannenberg, furono rimossi dopo la seconda guerra mondiale. Altre soluzioni furono rendere i memoriali più neutrali, come nel riproposto Neue Wache a Berlino, in quanto ridedicato più volte a diversi gruppi e le forme architettoniche composte del Cenotafio a Londra (largamente imitato) e il Memoriale navale di Laboe tedesco; le tombe del Milite ignoto e le fiamme eterne erano altri modi per evitare polemiche. Alcuni, come il Canadian National War Memorial e la maggior parte dei memoriali francesi, erano contenti di aggiornare gli stili tradizionali.
Un gran numero di monumenti commemorativi della prima guerra mondiale furono semplicemente ampliati per comprendere i morti della seconda guerra mondiale e dei frequenti conflitti successivi. Il ruolo ormai dominante della fotografia nella rappresentazione della guerra si riflette nel National Iwo Jima Memorial, che ricrea l'iconica fotografia Raising the Flag on Iwo Jima. Il National D-Day Memorial, un progetto degli anni '90, include una scultura fortemente realista, in contrasto con il Vietnam Veterans Memorial a Washington. Memoriali più innovativi sono stati spesso eretti per le vittime civili della guerra, soprattutto quelle dell'Olocausto.

## Ambito

### Tempo di pace

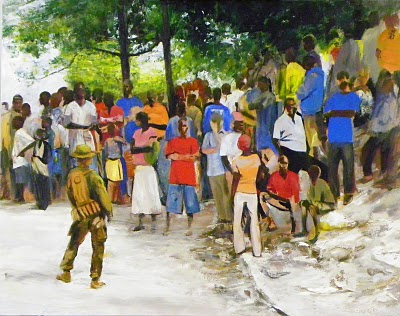
Distribuzione del riso a Carrefour, Haiti dopo il terremoto del 2010. Schizzo di olio del sergente Kristopher Battles, USMC.

L'arte di guerra comprende le azioni delle forze militari in tempo di pace. Ad esempio, il Sergente Kristopher Battles USMC, l'unico artista di guerra americano ufficiale rimasto nel 2010, si prodigò con le forze americane ad Haiti per fornire aiuti umanitari nell'ambito dell'Operazione Unified Response dopo il disastroso terremoto del 2010.

### Tempo di guerra

Cannonieri canadesi nel fango, Passchendaele del tenente Alfred Bastien 1917, olio su tela. Bastien raffigura un gruppo di cannonieri che lottano per liberare uno dei loro cannoni dal fango. L'attenzione sul cannone, piuttosto che sui soldati, sottolinea l'importanza di quest'arma per il successo sul campo di battaglia. (Canadian War Museum).

#### Scopo
L'arte di guerra crea un resoconto visivo del conflitto militare mostrando il suo impatto mentre uomini e donne vengono mostrati in attesa, preparazione, combattimento, sofferenza e festeggiamento. I soggetti comprendono molti aspetti della guerra e l'esperienza individuale della guerra, sia essa alleata o nemica, di servizio o civile, militare o politica, sociale o culturale. La gamma tematica comprende le cause, il corso e le conseguenze del conflitto.
L'arte di guerra, espressione significativa di qualsiasi cultura e dei suoi lasciti significativi, combina funzioni artistiche e documentarie per fornire una rappresentazione pittorica di scene di guerra e mostrare "come vive la forma della guerra". Rappresenta un tentativo di venire a patti con la natura e la realtà della violenza. L'arte di guerra è in genere realistica, cattura i dettagli reali dei testimoni oculari, nonché l'impressione emotiva e l'impatto degli eventi. Arte e guerra diventano "una rissa tra il mondo dell'immaginazione e il mondo dell'azione" — una tensione costante tra la rappresentazione fattuale degli eventi e l'interpretazione dell'artista di quegli eventi.
Parte della discussione comprende determinare del modo migliore per illustrare scene di guerra complesse. Anzac Book di C.E.W. Bean, ad esempio, ha influenzato gli artisti australiani cresciuti tra le due guerre mondiali. Quando fu chiesto loro di rappresentare una seconda guerra multi nazione dopo il 1939, c'era già un precedente e un formato che dovevano seguire.
L'arte di guerra è stata usata come strumento di propaganda, come una funzione di costruzione della nazione o per altri fini persuasivi. Anche l'arte della guerra è stata oggetto di caricature, che offrono intuizioni contemporanee. La civiltà occidentale e la tradizione estetica sono state entrambe chiaramente contrassegnate da conflitti militari nel corso della storia. La guerra ha guidato la cultura e la cultura ha guidato la guerra. L'eredità delle opere d'arte ispirate alla guerra si legge come una serie di indicatori di miglia, che documentano il corso tortuoso della mappa evolutiva della civiltà.

#### Artisti di guerra

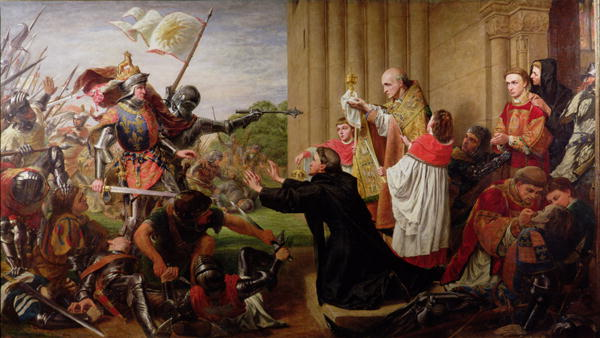
Santuario - Edoardo IV e fuggitivi lancasteriani nell'Abbazia di Tewkesbury di Richard Burchett, Regno Unito, 1867. Fu un incidente durante la Guerra delle due rose.

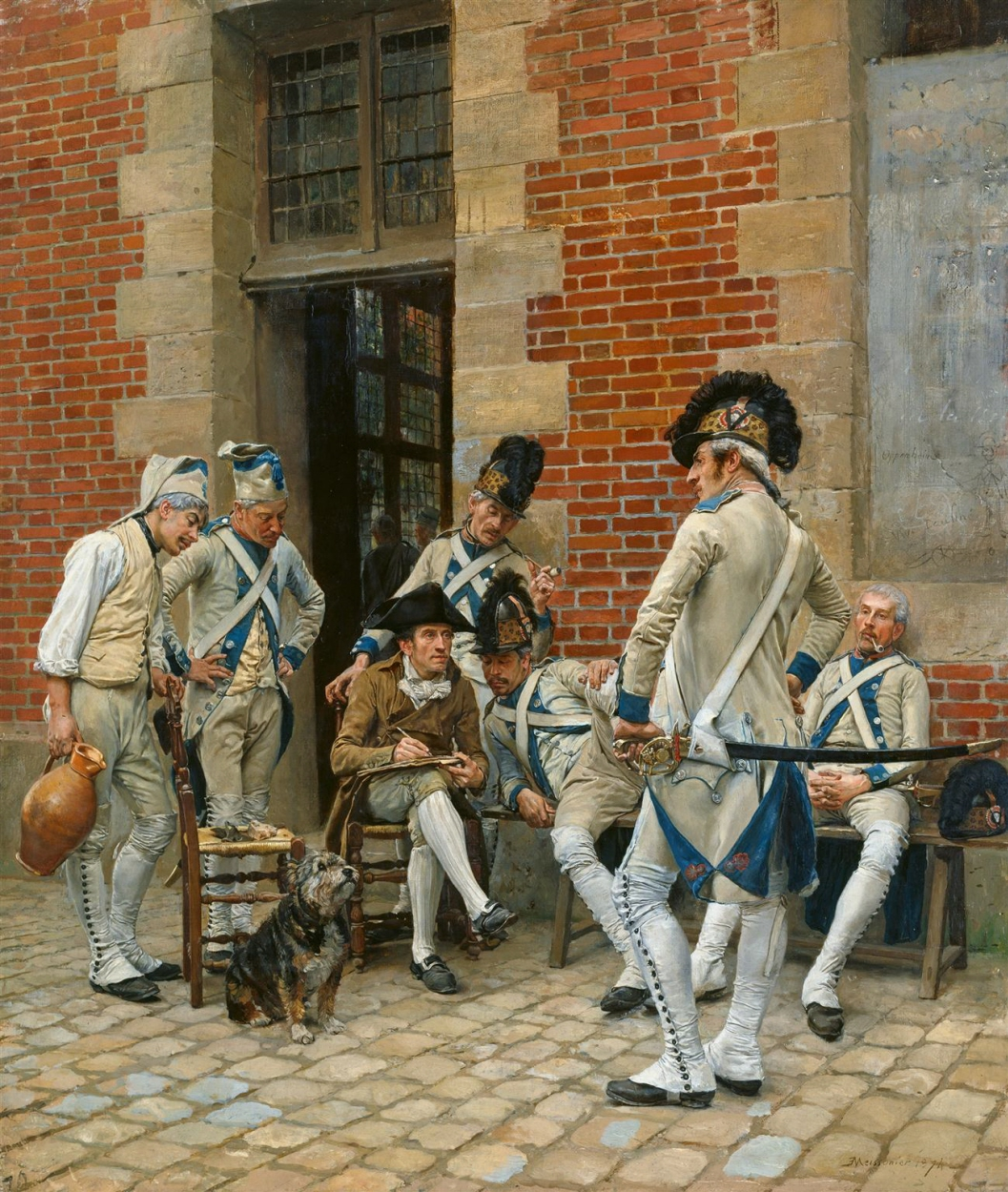
Artista che ritrae un sergente (1874), di Ernest Meissonier.

Gli artisti di guerra possono anche essere coinvolti come spettatori delle scene, personale militare che risponde ad un potente impulso interiore di dipingere l'esperienza della guerra diretta o individui che sono ufficialmente incaricati di essere presenti e registrare le attività militari.
Come esempio degli sforzi della nazione per documentare eventi di guerra, agli artisti ufficiali di guerra giapponesi fu commissionato di creare opere d'arte nel contesto di una guerra specifica per il governo giapponese, tra cui sensō sakusen kirokuga ("pittura documentaria sulle campagne di guerra"). Tra il 1937 e il 1945 furono create circa 200 immagini raffiguranti le campagne militari del Giappone. Queste immagini furono presentate in mostre su larga scala durante gli anni della guerra. Dopo la fine della seconda guerra mondiale gli americani si impossessarono delle opere d'arte giapponesi.
Ci furono alcuni che scelsero di non creare arte di guerra. Nel corso della seconda guerra mondiale gli italiani non crearono praticamente alcuna arte che documentasse il conflitto. I francesi iniziarono a dipingere la guerra solo dopo la fine della guerra nel 1945.

#### Esempi classici
Esempi di arte di guerra classica includono i fregi di guerrieri nel Tempio di Afaia in Grecia o l'Arazzo di Bayeux, una narrazione panoramica lineare degli eventi che circondarono la conquista normanna e la battaglia di Hastings nel 1066.

## Galleria d'immagini

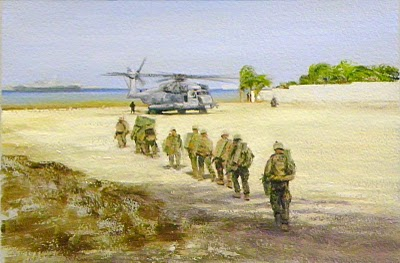
I marines portano i loro bagagli all'elicottero in attesa ad Haiti nel 2010. Schizzi da battaglie, USMC.

Distruggi questo bruto pazzo - Arruolati nell'U.S. Army (Harry R. Hopps; 1917).

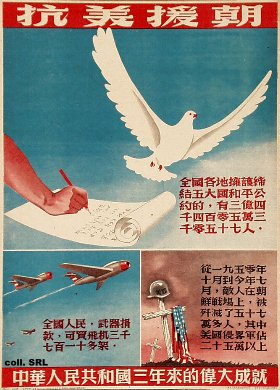
“Grandi successi della Repubblica popolare cinese negli ultimi 3 anni” (334.053.057 persone a sostegno di un trattato di pace P5, donazione di massa di oltre 3.710 combattenti, oltre 570.000 vittime nemiche di cui oltre 250.000 invasori americani), un poster nella Cina continentale sulla guerra di Corea, intorno agli anni '50.

### Cavalleria

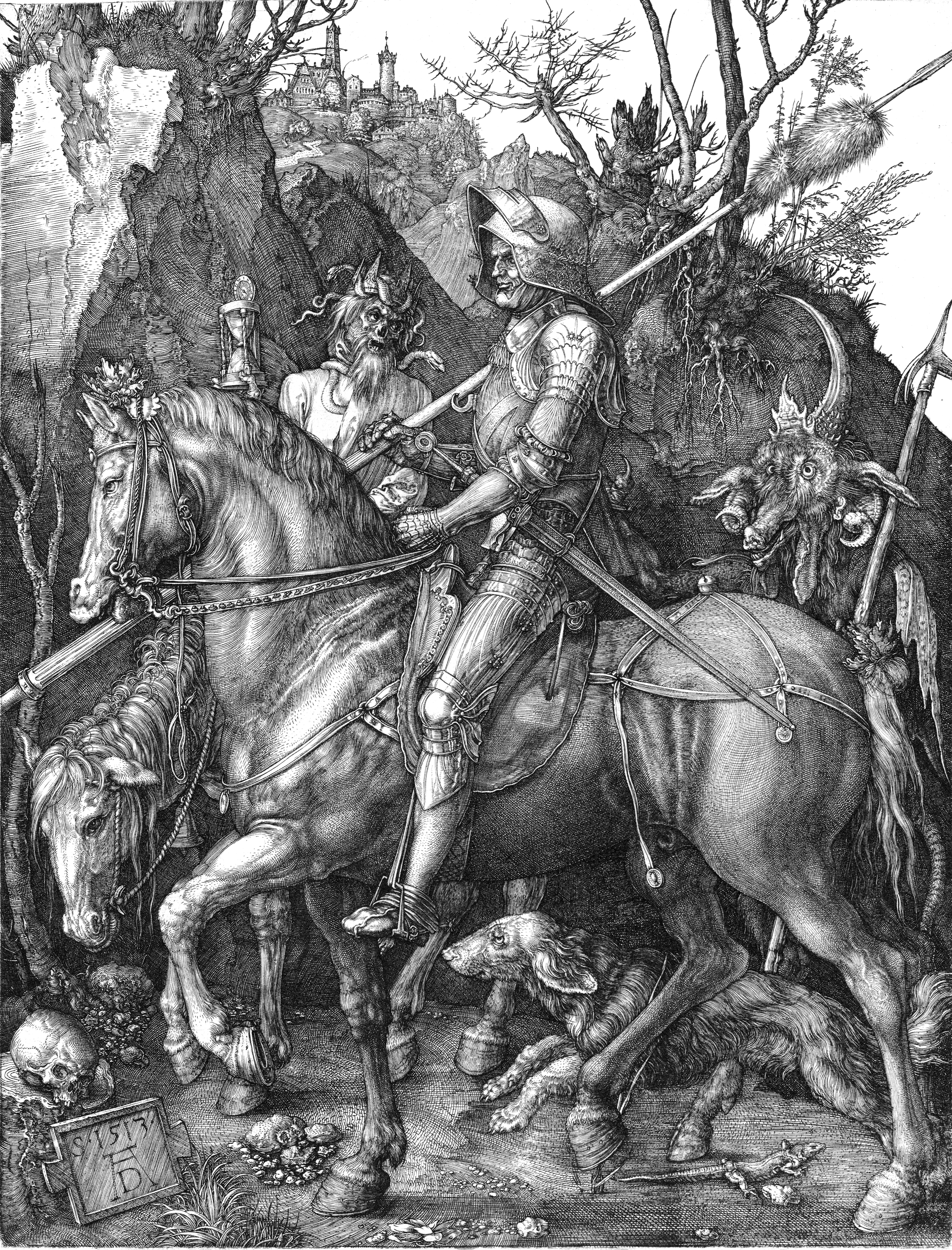
Il Cavaliere, la Morte e il Diavolo di Albrecht Dürer (XVI secolo).
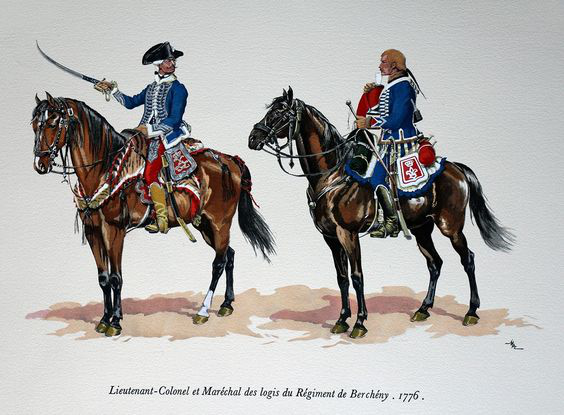
Ussari di Bercheny, cavalleria leggera francese, 1776.
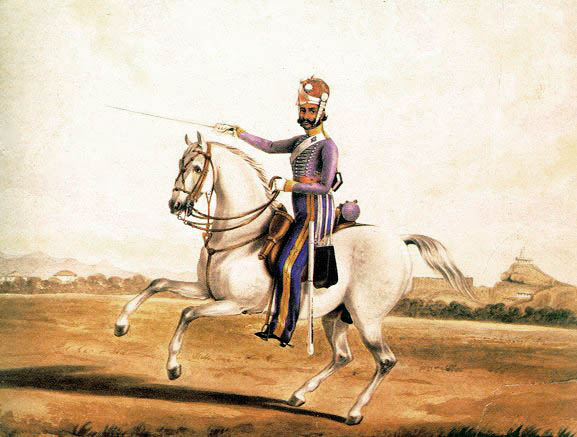
Ritratto di un sowar montato della sesta cavalleria leggera di Madras, circa 1845.
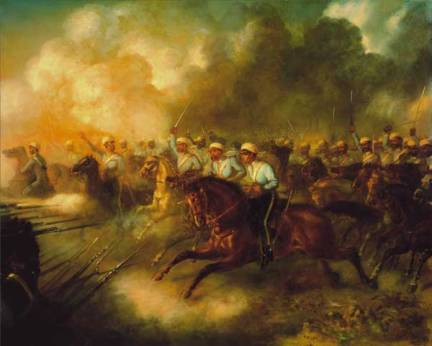
Cavalleria nella battaglia di Kooshab nella guerra anglo-persiana, artista sconosciuto, circa 1850.
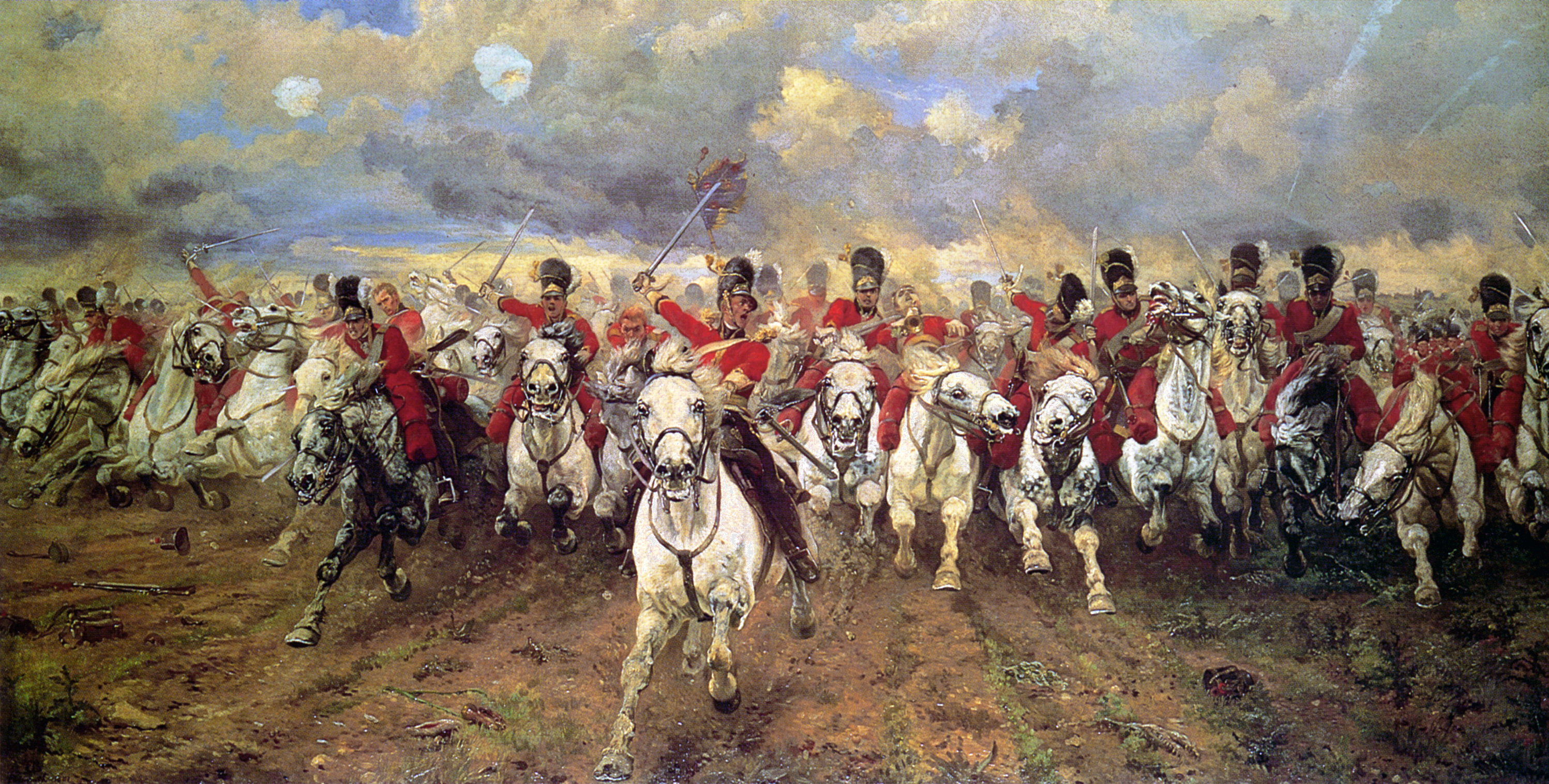
Scotland Forever! di Elizabeth Thompson raffigurante l'inizio della carica da parte dei Royal Scots Greys nella battaglia di Waterloo, 1881.
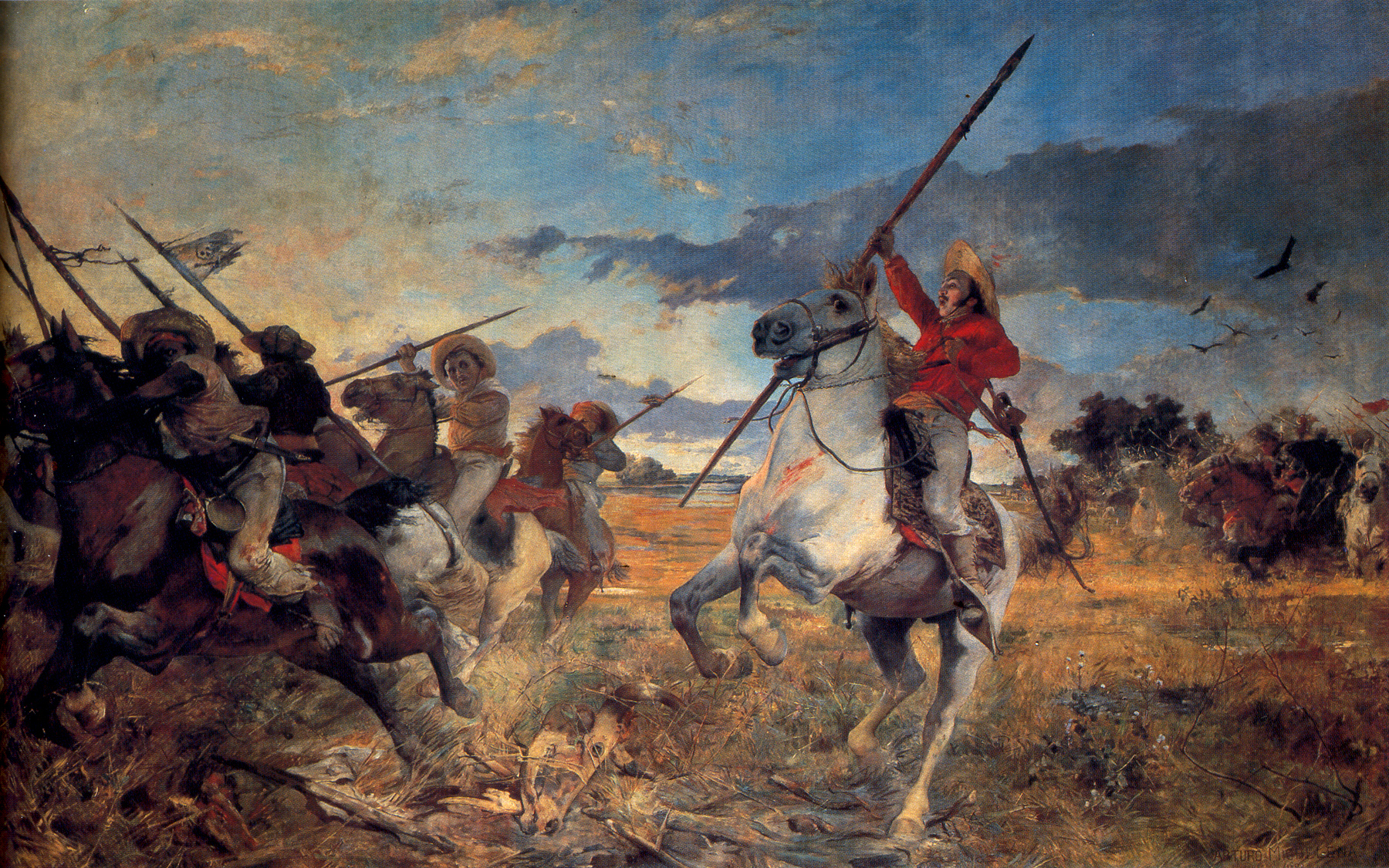
Vuelvan Caras nella battaglia di Las Queseras del Medio di Arturo Michelena, 1890. Questa fu una battaglia cruciale nella guerra d'indipendenza venezuelana.
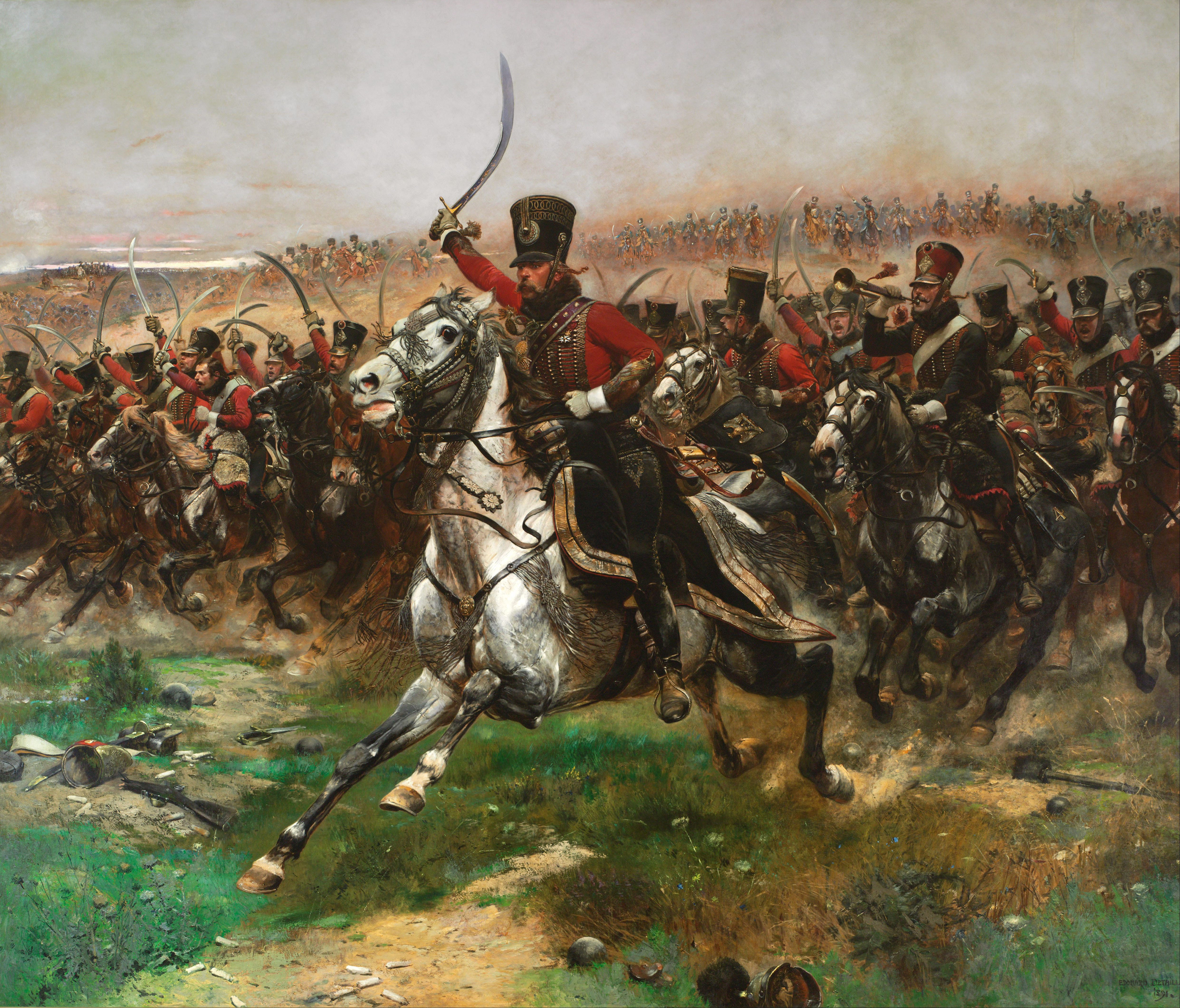
Il 4° Ussaro francese nella battaglia di Friedland, di Edouard Detaille, 1891.
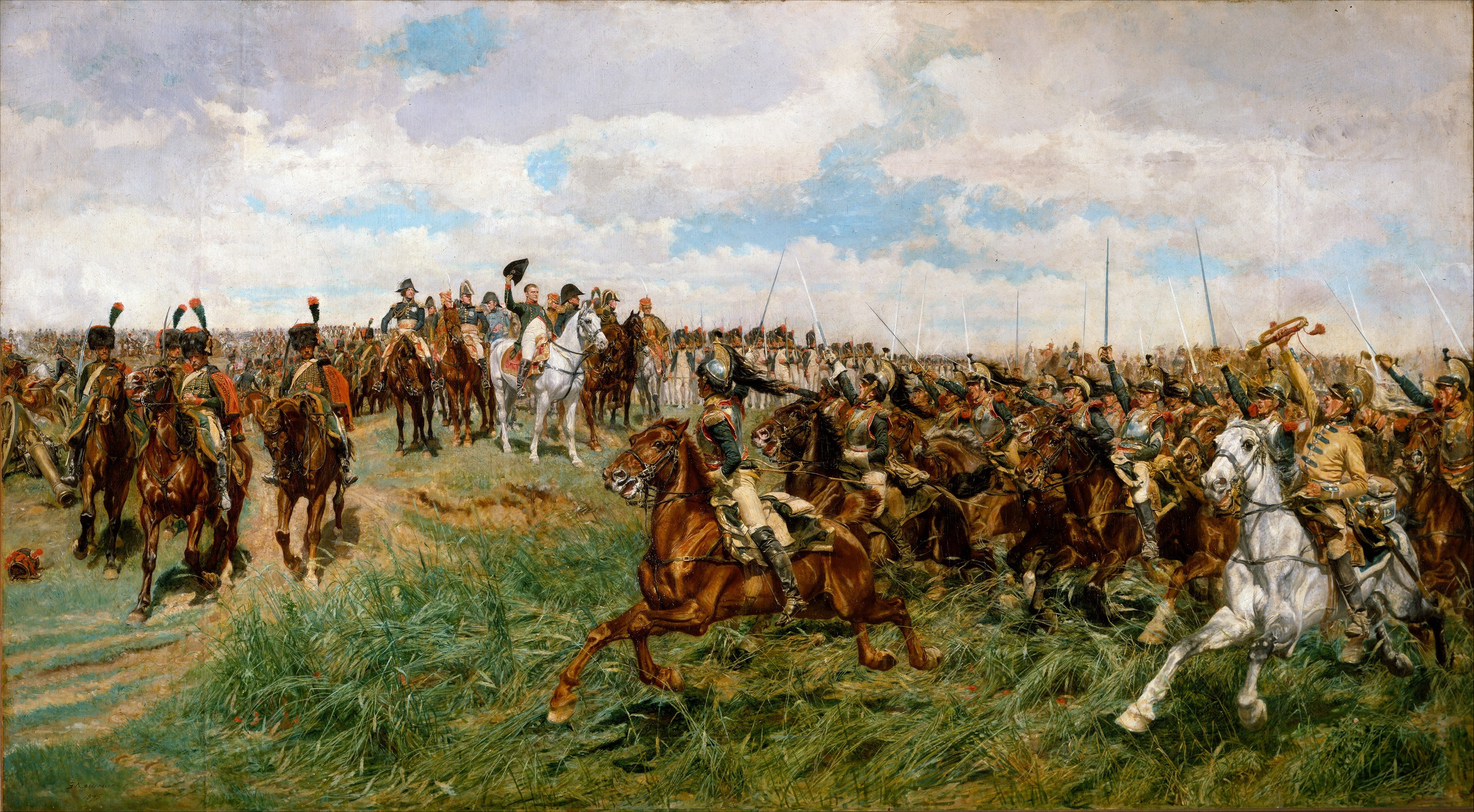
Corazzieri che salutano Napoleone I nella battaglia di Friedland (1807), dipinto da Ernest Meissonier nel 1875.

### Offerta di un bicchiere d'acqua a un soldato caduto

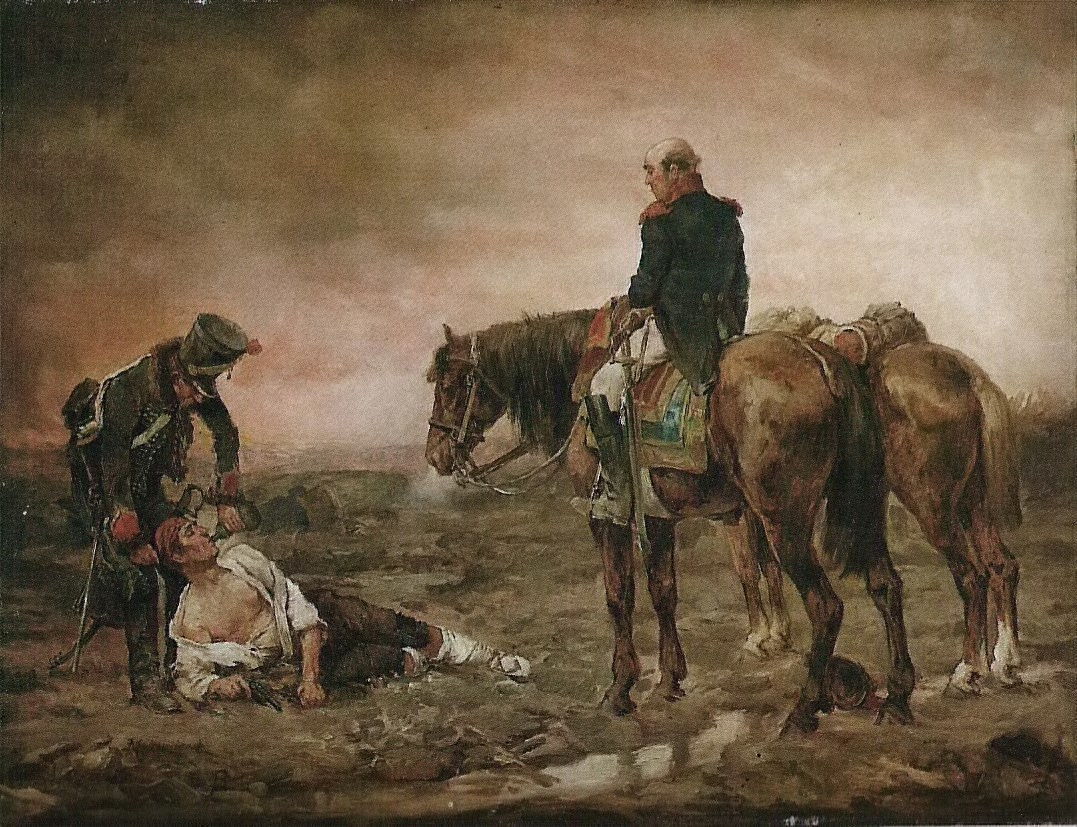
Soccorso dopo la battaglia di Jean-Louis-Ernest Meissonier (XIX secolo).
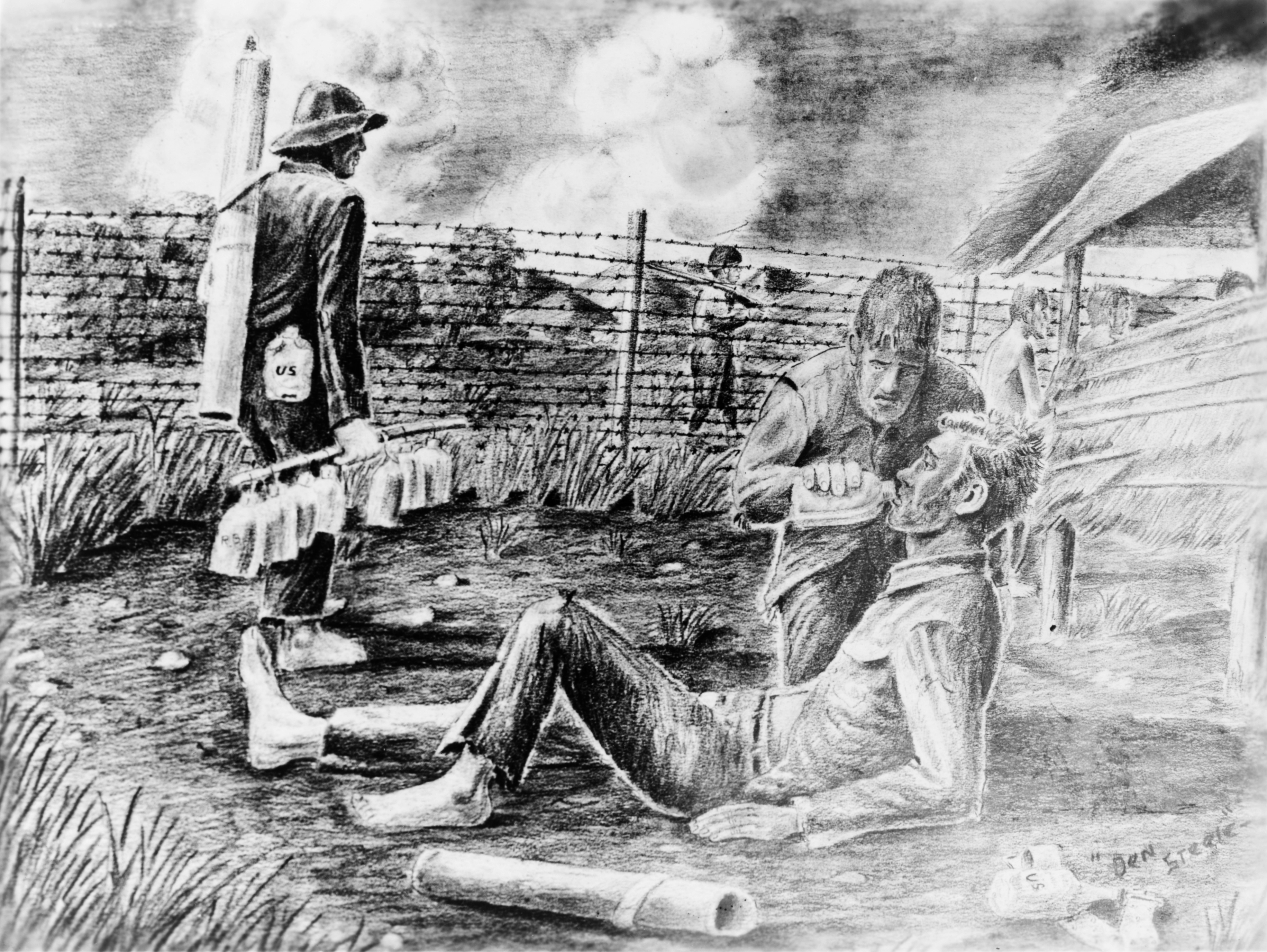
Schizzo che mostra i prigionieri di guerra americani in un campo di prigionia giapponese nelle Filippine, 1945.

### Attraversamenti di fiumi

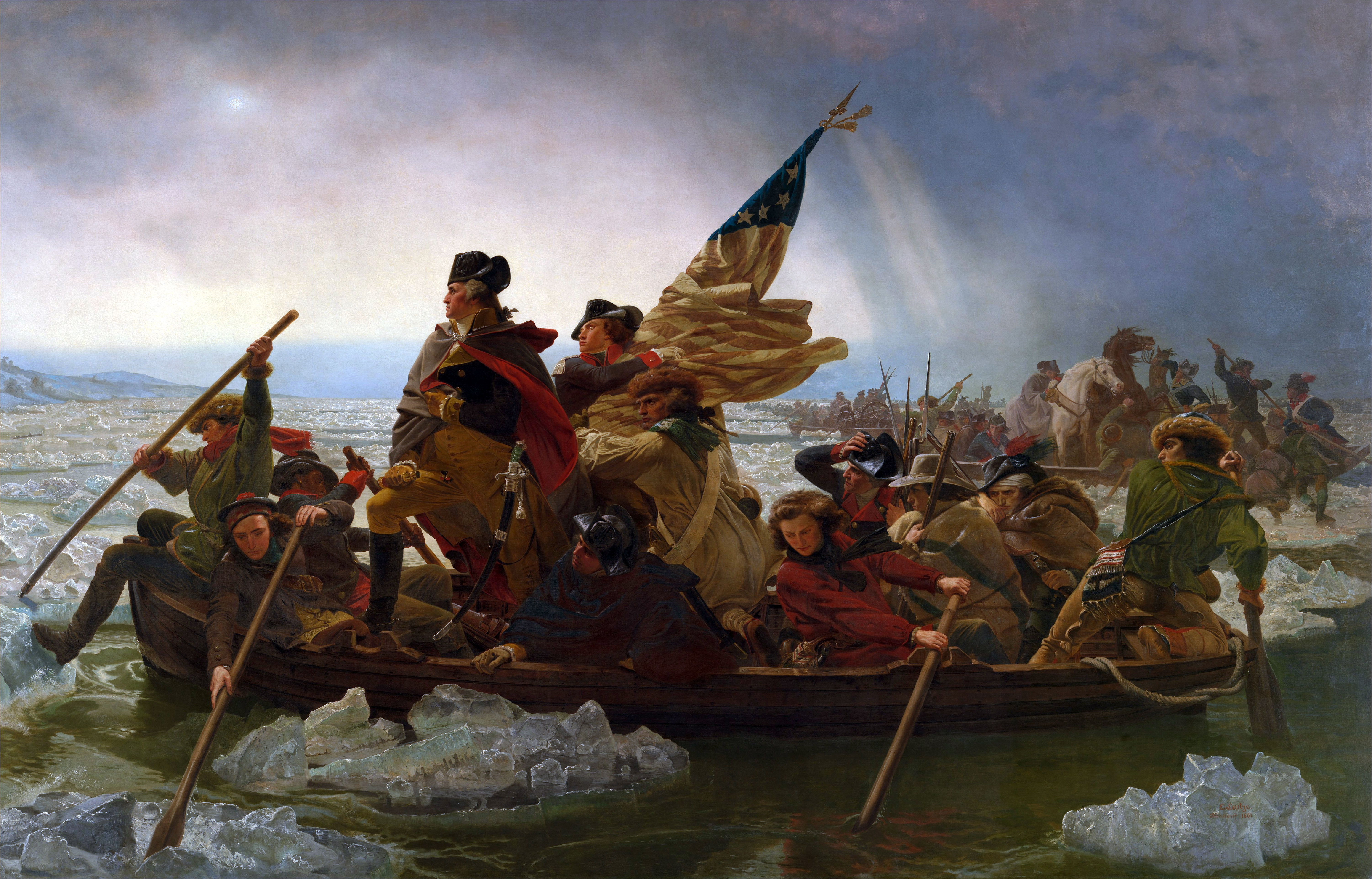
Washington Crossing the Delaware nella notte del 25–26 dicembre 1776, dipinto da Emanuel Leutze a Düsseldorf nel 1850.
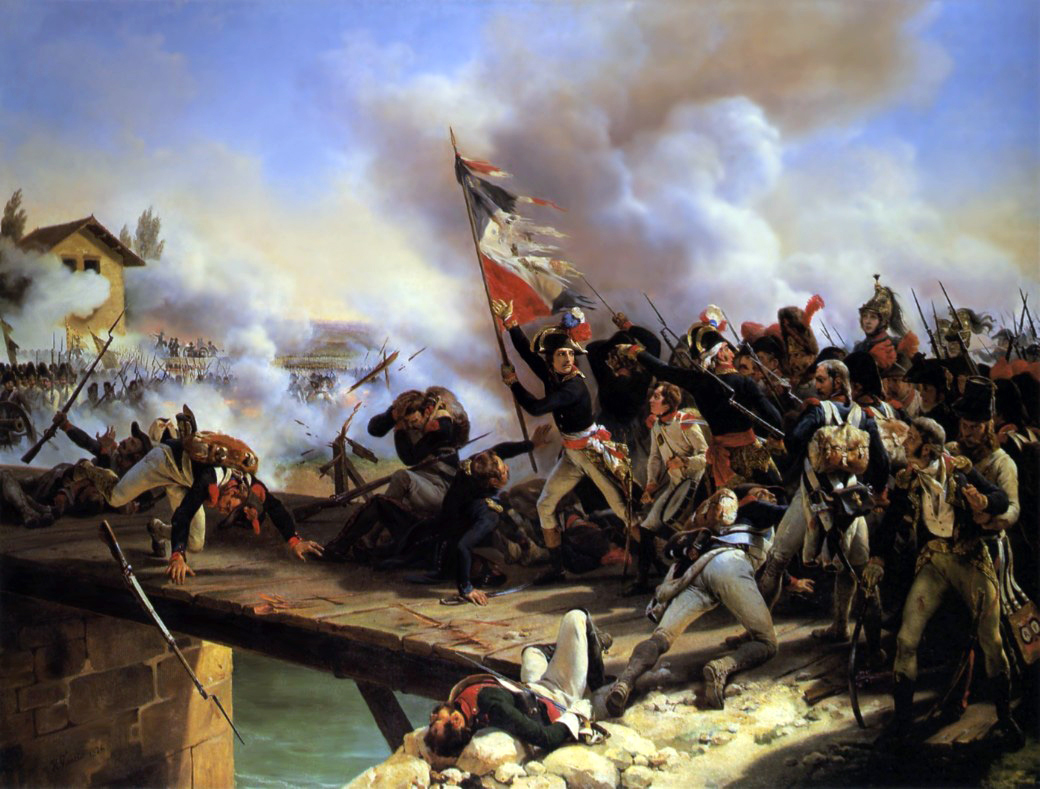
Napoleone Bonaparte che attraversa il ponte di Arcola nel 1796, dipinto da Orazio Vernet (1826).
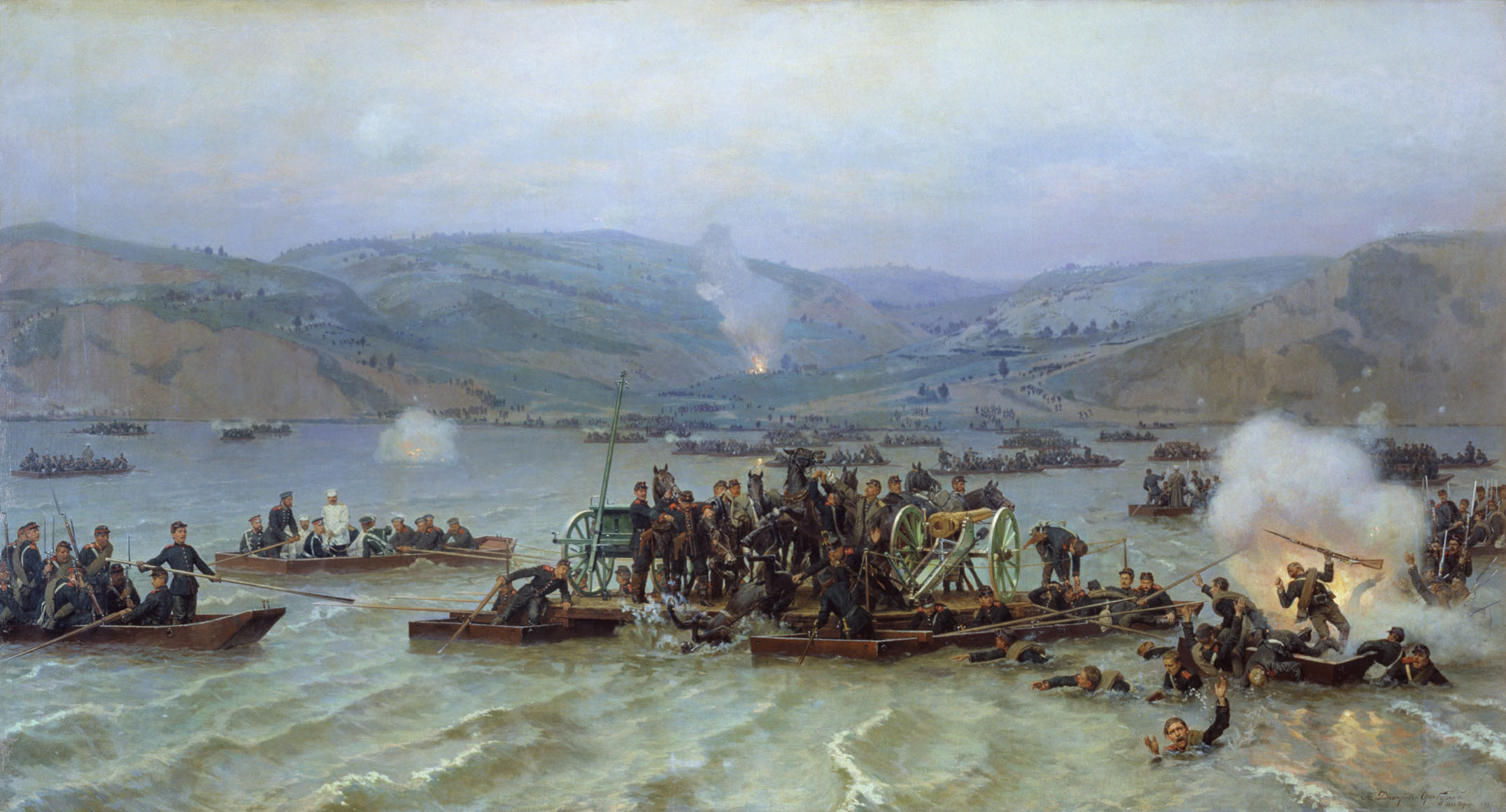
La traversata russa del Danubio vicino a Zimnitsa il 15 giugno 1877, dipinta da Nikolai Dmitriev-Orenburgsky a Parigi nel 1883.

### Propaganda

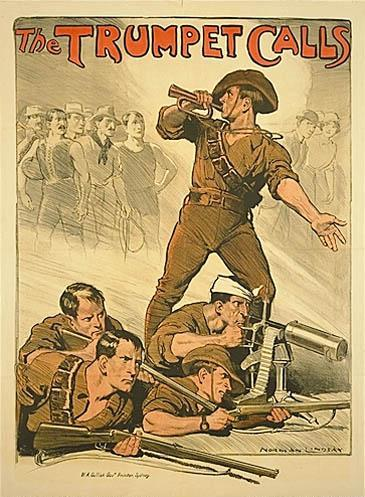
La tromba suona di Norman Lindsay, Australia, 1914-1918.
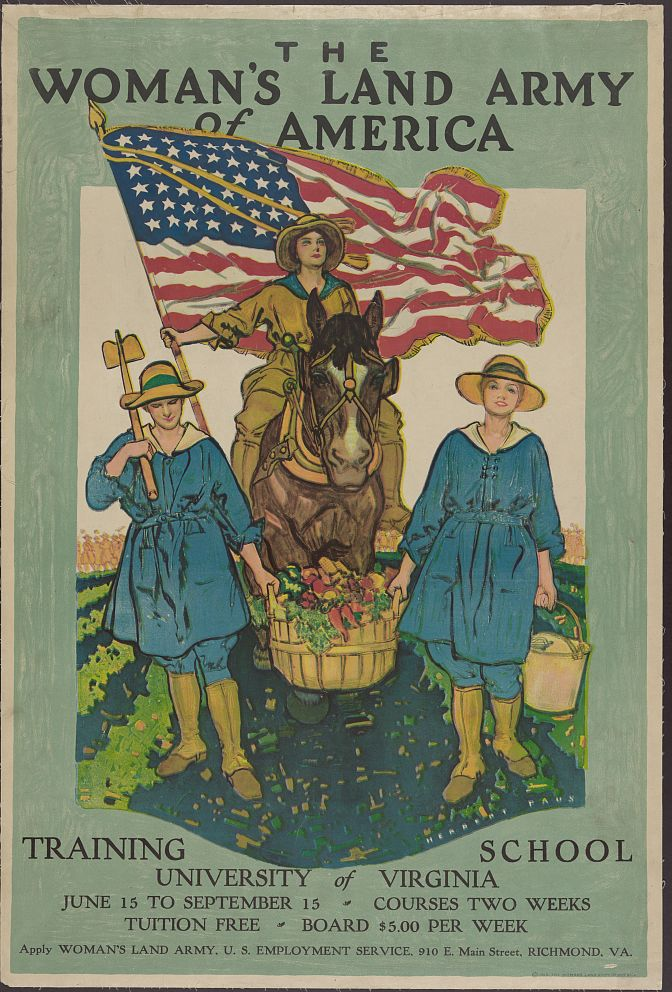
L'esercito di terra delle donne d'America, Stati Uniti, 1918.
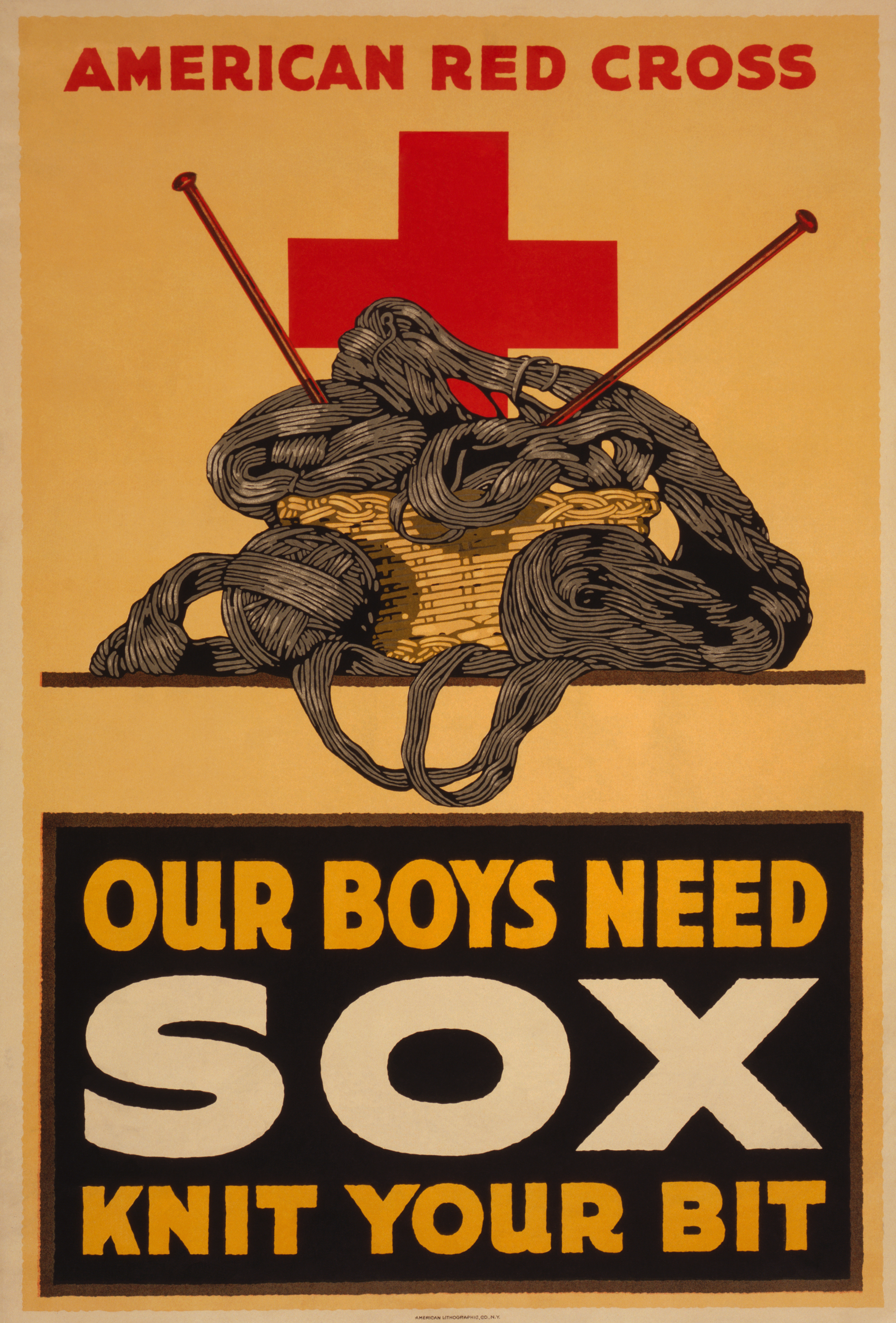
Our boys need sox - knit your bit, Stati Uniti, 1917-1918.
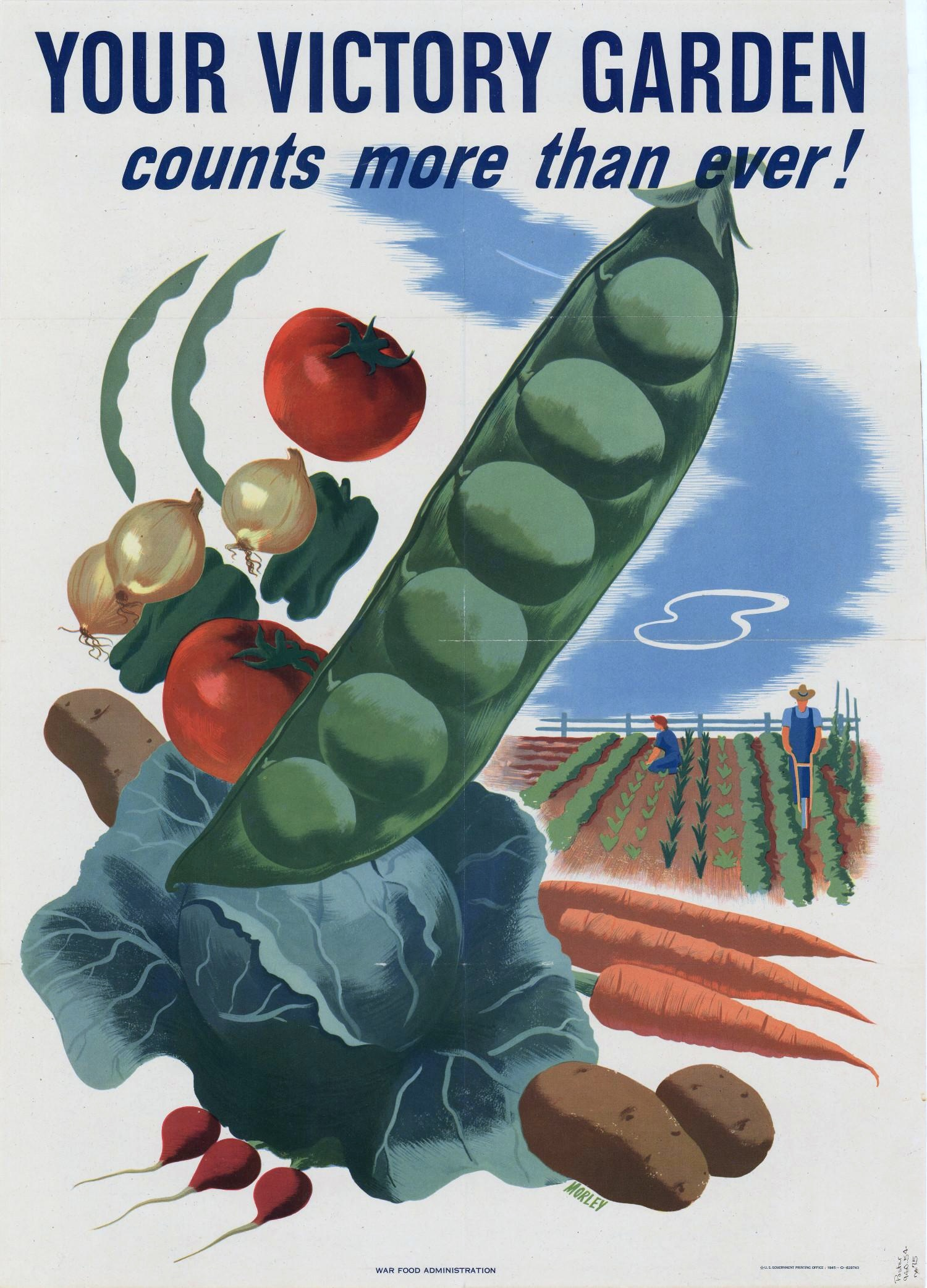
Poster del giardino della vittoria, Stati Uniti, 1945.

### Approfondimenti
- Lynn K. Binek e Walter A. Van Horn, Drawing the Lines of Battle: Military Art of World War II Alaska, Anchorage (Alaska), Anchorage Museum of History and Art, 1989, OCLC 20830388.
- Carman, W. Y. (2003). The Ackermann military prints: uniforms of the British and Indian armies, 1840–1855. Atglen, Pennsylvania: Schiffer Pub. ISBN 0-7643-1671-0
- Cork, Richard. 1994. A Bitter Truth: Avant-garde Art and the Great War. New Haven: Yale University Press. ISBN 978-0-300-05704-1;  OCLC 185692286.
- Foot, Michael Richard Daniel. (1990). Art and war: twentieth century warfare as depicted by war artists. London: Headline. ISBN 978-0-7472-0286-8;  OCLC 21407670.
- Gilkey, Gordon. War Art of the Third Reich. Bennington, Vermont: International Graphics Corporation, 1982. 10-I
- Gallatin, Albert Eugene. (1919).   Art and the Great War.. New York: E.P. Dutton.  OCLC 422817.
- Hale, John (1990). Artists and Warfare in the Renaissance. New Haven: Yale University Press. ISBN 0-300-04840-8.
- Hodgson, Pat (1977). The War Illustrators.  London: Osprey.  OCLC 462210052.
- Johnson, Peter (1978). Front-Line Artists. London: Cassell. ISBN 978-0-304-30011-2;  OCLC 4412441.
- Jones, James (1975). WW II: a Chronicle of Soldiering. New York: Grosset & Dunlap.  1617592.
- Lanker, Brian and Nicole Newnham. (2000). They Drew Fire: combat artists of World War II. New York: TV Books. ISBN 978-1-57500-085-5;  OCLC 43245885.
- Chase Maenius. The Art of War[s]: Paintings of Heroes, Horrors and History. 2014. ISBN 978-1320309554
- Nevill, Ralph and William Gladstone Menzies. (1909). British Military Prints. London: The Connoisseur Publishing.  OCLC 3509075.
- Prendergast, Christopher (1997). Napoleon and history painting: Antoine-Jean Gros's La Bataille d'Eylau.  Oxford: Oxford University Press. ISBN 978-0-19-817402-8; ISBN 978-0-19-817422-6;  OCLC 35777393.
- Fappanni, Simone (2014), Dipingere la guerra, Milano, Progetto FlumenArtis, ISBS 978-1326061938

Australia
- Reid, John B. (1977). Australian Artists at War: Compiled from the Australian War Memorial Collection. Volume 1. 1885–1925; Vol. 2 1940–1970.  South Melbourne, Victoria: Sun Books. ISBN 978-0-7251-0254-8;  OCLC 4035199.

Canada
- Oliver, Dean Frederick, and Laura Brandon (2000). Canvas of War: Painting the Canadian Experience, 1914 to 1945. Vancouver: Douglas & McIntyre. ISBN 978-1-55054-772-6;  OCLC 43283109.
- Tippett, Maria. (1984). Art at the Service of War: Canada, Art, and the Great War. Toronto: University of Toronto Press. ISBN 978-0-8020-2541-8;  OCLC 13858984.

Germania
- Gilkey, Gordon. War Art of the Third Reich. Bennington, Vermont: International Graphics Corporation, 1982. ISBN 978-0-86556-018-5;  OCLC 223704492.
- Weber, John Paul. (1979). The German War Artists. Columbia, South Carolina: Cerberus. ISBN 978-0-933590-00-7;  OCLC 5727293.
- Yenne, William P. (1983). German War Art, 1939-1945. New York: Crescent Books. ISBN 978-0-517-34846-8;  OCLC 611620194.

Giappone
- Nussbaum, Louis Frédéric and Käthe Roth. (2005). Japan Encyclopedia. Cambridge: Harvard University Press. ISBN 978-0-674-01753-5;  OCLC 48943301.
- Okamoto, Shumpei and Donald Keene. (1983). Impressions of the Front: Woodcuts of the Sino Japanese War, 1894-95. Philadelphia: Philadelphia Museum of Art.  OCLC 179964815.

Nuova Zelanda
- Haworth, Jennifer. (2007).  The Art of War: New Zealand War Artists in the Field 1939-1945.. Christchurch, New Zealand: Hazard Press. ISBN 978-1-877393-24-2;  OCLC 174078159.

Regno Unito
- Gough, Paul. (2010). A Terrible Beauty: British Artists in the First World War. Bristol: Sansom and Company. ISBN 978-1-906593-00-1;  OCLC 559763485.
- Harries, Meirion and Suzie Harries. (1983). The War Artists: British Official War Art of the Twentieth Century. London: Michael Joseph. ISBN 978-0-7181-2314-7;  OCLC 9888782.
- Harrington, Peter. (1983). British Artists and War: The Face of Battle in Paintings and Prints, 1700–1914. London: Greenhill. ISBN 978-1-85367-157-9;  OCLC 28708501.
- Haycock, David Boyd. (2009). A Crisis of Brilliance: Five Young British Artists and the Great War. London: Old Street Publishing. ISBN 978-1-905847-84-6;  OCLC 318876179.
- Sillars, Stuart (1987). Art and Survival in First World War Britain. New York: St. Martins Press. ISBN 978-0-312-00544-3;  OCLC 14932245.
- Holme, Charles. (1918).  The war depicted by distinguished British artists.. London: The Studio.  OCLC 5081170.
- Thorniley-Walker, Jane. (2006).  War Art: Murals and Graffiti - Military Life, Power and Subversion. Bootham: Council for British archaeology. ISBN 978-1-902771-56-4;  OCLC 238785409.

Stati Uniti
- Cornebise, Alfred. (1991). Art from the trenches: America's Uniformed Artists in World War I. College Station: Texas A & M University Press. ISBN 978-0-89096-349-4;  OCLC 22892632.
- Dempsey, L James. (2007). Blackfoot War Art: Pictographs of the Reservation Period, 1880-2000. Normanm Oklahoma: University of Oklahoma Press. ISBN 978-0-8061-3804-6;  OCLC 70839712.
- Foley, William A. (2003). Visions from a Foxhole: a rifleman in Patton's Ghost Corps. NY: Ballantine ISBN 9780891418122 plus  Artist Interview (archiviato dall'url originale il 28 aprile 2013). about experience and exhibit at the Pritzker Military Library from January 22-April 9, 2010
- Gilkey, Gordon. War Art of the Third Reich. Bennington, Vermont: International Graphics Corporation, 1982). 10-I
- Harrington, Peter, and Frederic A. Sharf. (1988). A Splendid Little War; The Spanish–American War, 1898; The Artists' Perspective.  London: Greenhill. ISBN 978-1-85367-316-0;  OCLC 260112479.

Sudafrica
- Carter, Albert Charles Robinson. (1900). The Work of War Artists in South Africa. London: "The Art Journal" Office.  OCLC 25938498.
- Huntingford, N. P. C. (1986). A Selection of South African Military art, 1939–1945, 1975–1985. Pretoria: Military Art Advisory Board, Defence Headquarters.  OCLC 79317946.

Ucraina
- Еволюція воєнного мистецтва: у 2 ч. / Д. В. Вєдєнєєв, О. А. Гавриленко, С. О. Кубіцький та ін.; за заг. ред. В. В. Остроухова. – К.: Вид-во НА СБУ, 2017.